# Liste der Kulturdenkmale in Strehla

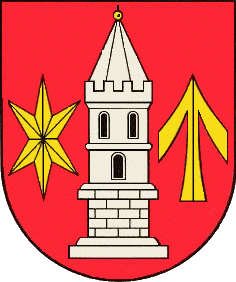
Wappen von Strehla

In der Liste der Kulturdenkmale in Strehla sind die Kulturdenkmale der sächsischen Stadt Strehla verzeichnet, die bis Januar 2022 vom Landesamt für Denkmalpflege Sachsen erfasst wurden (ohne archäologische Kulturdenkmale). Die Anmerkungen sind zu beachten.
Diese Aufzählung ist eine Teilmenge der Liste der Kulturdenkmale im Landkreis Meißen.

## Strehla
| Bild                                    | Bezeichnung | Lage                              | Datierung | Beschreibung | ID       |
| --------------------------------------- | --- | --------------------------------- | --- | --- | -------- |
|                                         | Denkmalschutzgebiet Stadtkern Strehla (Vorschlag) | (Stadtkern) (Karte)               | Ab dem Mittelalter | Denkmalschutzgebiet Stadtkern Strehla (Vorschlag) | 09299989 |
|                                         | Wohnhaus / Beamtenwohnhaus in offener Bebauung (ehemalige Schösserei) | Am Schloßpark 1 (Karte)           | 1. Hälfte 18. Jahrhundert                                                                                             | Das traufständige, in offener Bebauung stehende Wohnhaus wurde in der ersten Hälfte des 18. Jahrhunderts erbaut. Das Gebäude beherbergte bis 1756 eine Schösserei. 1813 im Befreiungskrieg und 1945 nach dem Zweiten Weltkrieg waren hier die russischen Kommandanturen untergebracht. Seit Mai 2009 befindet sich in dem Haus das Heimatmuseum Strehla. Das zweigeschossige, massiv erbaute Gebäude trägt ein Satteldach und besitzt eine gründerzeitliche Putzfassade. Zwei alte Bäume flankieren das Eingangsportal, das Sandsteingewände hat und von einer Bedachung bekrönt wird, die von Konsolen gestützt wird. Der Eingangsbereich ist noch original erhalten. Links befindet sich ein zweiflügliges Tor. Die Fenster beider Geschosse haben ebenfalls Einfassungen aus Sandstein. Im Obergeschoss werden die Fenster durch die Sohlbänke jeweils zu Zwillingen zusammengefasst. Die Fenster oberhalb des Portals und des Tores besitzen darüber hinaus Bedachungen mit segmentbogenförmigem Abschluss. Aufgrund der ursprünglichen Funktion und des bauzeitlichen Aussagewertes als Schösserei aus der ersten Hälfte des 18. Jahrhunderts und der weiteren Verwaltungshistorie besitzt das Gebäude ortsgeschichtliche Bedeutung. Die zwei den Eingang flankierenden alten Bäumen sind im Zeitraum von 2013 bis 2017 entfernt worden. | 09267355 |
|                                         | Wohnhaus (ehemals zum Vorwerk des Schlosses gehörig) | Am Schloßpark 4 (Karte)           | Bezeichnet mit 1753                                                                                                   | Die Denkmaleigenschaft des Anwesens ergibt sich aus seiner bau- und ortsgeschichtlichen Bedeutung. Es handelt sich um ein weitgehend aus dem Barock stammendes Gebäude, das sich weitestgehend ursprünglich erhalten hat. Mit seinen verschiedenen Gestaltungselementen vor allem im Inneren hat es dabei eine exemplarische für diese Bauepoche. Das Haus ist eines der ältesten von Strehla, im Kern hat sich wohl noch Substanz aus dem 16. Jahrhundert erhalten (siehe Datierung 1550), und gehörte offensichtlich zum Vorwerk des Schlosses, welches die Geschichte und Geschicke der Stadt lange Zeit bestimmte. Das öffentliche Erhaltungsinteresse ergibt sich aus dem hohen Alter des Bauwerks und aus seinem exemplarischen Charakter für die Architektur des 18. Jahrhunderts. Die Denkmaleigenschaft und die Notwendigkeit der Erhaltung sind auf jeden Fall in das Bewusstsein eines breiten Kreises von Sachverständigen eingegangen. Bauten aus der Zeit des Barock mit weitestgehend vollständig erhaltener Bausubstanz werden in der Regel als Denkmale anerkannt. Abgesehen davon finden sich zahlreiche vergleichbare Objekte in den Denkmaltopographien anderer Bundesländer. Das ehemals zum Vorwerk des Schlosses gehörende, in offener Bebauung stehende Wohnhaus wurde 1753 (datiert an der Elbseite) erbaut. Im Kern ist noch Bausubstanz aus dem 16. Jahrhundert (1550) erhalten. Der massiv aus Bruchstein errichtete, zweigeschossige Bau trägt ein Walmdach und hat vor dem Eingangsportal eine originale Freitreppe aus Sandstein. Der schlichte Putzbau besitzt traufseitig ein einfaches Gurtgesims, das die Geschosse teilt. Im Innern sind weitere, originale Gestaltungselemente erhalten. Als weitestgehend aus dem Barock stammendes, authentisches Gebäude des 18. Jahrhunderts, das zudem mit seinem Kern eines der ältesten Häuser Strehlas ist, sowie seiner markanten, im Bezug zum Schloss stehenden Lage und Funktion hat das Gebäude baugeschichtliche und ortsgeschichtliche Bedeutung. | 09267357 |
|                                         | Wohnhaus mit rückwärtigem Anbau in geschlossener Bebauung | Badergasse 4 (Karte)              | Bezeichnet mit 1814                                                                                                   | Bei der 1814 errichteten Badergasse 4 handelt es sich um ein Bürgerhaus aus dem Anfang des 19. Jahrhunderts, bei dem noch die Bautradition des Barock mit vertikaler Fassadengliederung und Korbbogenportal nachwirkt. Darüber hinaus hat es sich, einmal abgesehen von der jetzigen Wärmedämmung an der Straßenfront, weitestgehend ursprünglich erhalten, wie die Hofseite und das Innere zeigen. Sie erinnert zudem an eine der Wiederaufbauphasen Strehlas, hier nach dem Brand von 1752, und die allmähliche Ausdehnung des Ortes. Die damals an der Stadtmauer gelegene Badergasse blieb offenbar ganz oder in Teilen für mehrere Jahrzehnte wüst, bevor der Ausbau um 1800 begann. Die Badergasse 4 ist mit 1814 und die Badergasse 20 mit 1806 datiert. Anfänglich zeigte der Weg vor allem vereinzelt stehende Häuser, vergleiche mit Hochwasserplan von 1845, gezeichnet 1850–1855. Diese wurden als zweigeschossige Bauten mit vertikal gegliederten Fassaden, Korbbogenportalen und hohen Dächern, wie die Badergasse 4, errichtet. Dabei erscheint diese als markantestes Gebäude. Ab der Mitte des 19. Jahrhunderts erfolgte dann eine Verdichtung der Gasse. Mit seinem hohen Dach wirkt das Haus Badergasse 4 auffällig in den Straßenraum hinein und ist sogar vom zentralen Marktplatz aus zu sehen. Aus dem hier Dargelegten ergibt sich eine baugeschichtliche und stadtbaugeschichtliche Bedeutung. Zudem liegt deren Erhalt im öffentlichen Interesse, da derartige noch vom Barock geprägte Bürgerhäuser, insofern sie noch mit Erscheinungsbild und Substanz original erhalten sind, von der Öffentlichkeit als Kulturdenkmale anerkannt werden. | 09267326 |
|                                         | Wohnhaus in geschlossener Bebauung | Badergasse 6 (Karte)              | Bezeichnet mit 1826                                                                                                   | Das in geschlossener Bebauung stehende, traufständige Wohnhaus wurde 1826 erbaut. Der zweigeschossige Bau hat eine schlichte Putzfassade ohne nennenswerte Gliederungselemente und trägt ein Satteldach. Das fünfachsige Erdgeschoss besitzt mittig ein Eingangsportal mit einem segmentbogenförmigen Abschluss. Das Dach wird von zwei kleinen, aber markanten Giebelgaupen belebt, deren Satteldächer trauf- und giebelseitig weit auskragen. Aufgrund seiner Einbindung in den historischen Baubestand der Badergasse und seines bauzeitlichen Aussagewertes als weitestgehend original erhaltenes, für die Ortsentwicklung von Strehla charakteristisches Wohnhaus aus dem ersten Viertel des 19. Jahrhunderts hat das Gebäude baugeschichtliche und städtebauliche Bedeutung. | 09267325 |
|                                         | Wohnhaus in geschlossener Bebauung | Badergasse 10 (Karte)             | Um 1800 | Das traufständige, in geschlossener Bebauung stehende Wohnhaus wurde um 1800 erbaut. Der zweigeschossige Bau hat eine schlichte Putzfassade ohne nennenswerte Gliederungselemente und trägt ein steiles Satteldach. Das fünfachsige Erdgeschoss besitzt zur Straße hin mittig ein einfach eingefasstes Eingangsportal mit einem korbbogenförmigen Abschluss und Schlussstein. Ebenso sind die Fenster beider Geschosse einfach eingefasst. Aufgrund seiner Einbindung in den historischen Baubestand der Badergasse und seines bauzeitlichen Aussagewertes als weitestgehend original erhaltenes, für die Ortsentwicklung von Strehla charakteristisches Wohnhaus aus der Zeit um 1800 kommt dem Gebäude baugeschichtliche und städtebauliche Bedeutung zu. | 09267324 |
|                                         | Wohnhaus in geschlossener Bebauung | Badergasse 12 (Karte)             | Um 1800 | Das in geschlossener Bebauung stehende, traufständige Wohnhaus wurde um 1800 erbaut. Der zweigeschossige Bau hat eine neu verputzte Fassade ohne nennenswerte Gliederungselemente und trägt ein Satteldach, das modernisiert wurde. Das dreiachsige Erdgeschoss besitzt zur Straße hin links ein mit Sandstein markant eingefasstes Eingangsportal. Ebenso sind die Fenster mit kräftigen Einfassungen versehen. Im Obergeschoss besitzen die Fenster zusätzlich ein profiliertes Sohlbankgesims. Aufgrund seiner Einbindung in den historischen Baubestand der Badergasse und seines bauzeitlichen Aussagewertes als weitestgehend original erhaltenes, für die Ortsentwicklung von Strehla charakteristisches Wohnhaus aus der Zeit um 1800 kommt dem Gebäude baugeschichtliche und städtebauliche Bedeutung zu. | 09267323 |
|                                         | Wohnhaus in geschlossener Bebauung | Badergasse 14 (Karte)             | Um 1800 | Das traufständige, in geschlossener Bebauung stehende Wohnhaus wurde um 1800 erbaut. Der zweigeschossige Bau hat eine schlichte, im Rahmen einer Sanierung veränderte Putzfassade ohne nennenswerte Gliederungselemente und trägt ein Satteldach. Das fünfachsige Erdgeschoss besitzt zur Straße hin mittig ein einfach eingefasstes Eingangsportal mit einem geraden Abschluss. Ebenso sind die Fenster beider Geschosse einfach eingefasst. Aufgrund seiner Einbindung in den historischen Baubestand der Badergasse und seines bauzeitlichen Aussagewertes als weitestgehend original erhaltenes, für die Ortsentwicklung von Strehla charakteristisches Wohnhaus aus der Zeit um 1800 kommt dem Gebäude baugeschichtliche wie städtebauliche Bedeutung zu. Trotz einer veränderten Fassade ist das Gebäude denkmalwürdig. | 09299825 |
|                                         | Wohnhaus in geschlossener Bebauung mit rückwärtigem Anbau | Badergasse 16 (Karte)             | Bezeichnet mit 1800                                                                                                   | Das in geschlossener Bebauung stehende, traufständige Wohnhaus wurde 1800 erbaut. Der zweigeschossige Putzbau besitzt einen rückwärtigen Anbau und trägt ein Satteldach. Erdgeschoss und Obergeschoss der vierachsigen Fassade werden durch ein Gurtgesims deutlich getrennt. Das Erdgeschoss besitzt ein mit Sandstein markant eingefasstes Eingangsportal mit korbbogenförmigem Abschluss. Ebenso sind die Fenster mit kräftigen Einfassungen versehen, wobei die Fenster des Obergeschosses zusätzlich betonte Sohlbänke aufweisen. Aufgrund seiner Einbindung in den historischen Baubestand der Badergasse und seines bauzeitlichen Aussagewertes als weitestgehend original erhaltenes, für die Ortsentwicklung von Strehla charakteristisches Wohnhaus aus der Zeit um 1800 kommt dem Gebäude baugeschichtliche wie auch städtebauliche Bedeutung zu. | 09267321 |
|                                         | Wohnhaus in geschlossener Bebauung mit rückwärtigem Anbau | Badergasse 18 (Karte)             | Bezeichnet mit 1838                                                                                                   | Das in geschlossener Bebauung stehende, traufständige Wohnhaus wurde 1838 erbaut. Der zweigeschossige Bau hat eine schlichte, fünfachsige Putzfassade ohne nennenswerte Gliederungselemente und trägt ein Satteldach. Das Erdgeschoss besitzt ein mit Sandstein markant eingefasstes Eingangsportal mit geradem Abschluss. Ebenso sind die Fenster mit kräftigen Einfassungen versehen, wobei die Fenster des Obergeschosses zusätzlich betonte Sohlbänke aufweisen. Aufgrund seiner Einbindung in den historischen Baubestand der Badergasse und seines bauzeitlichen Aussagewertes als weitestgehend original erhaltenes, für die Ortsentwicklung von Strehla charakteristisches Wohnhaus aus der Zeit Anfang des 19. Jahrhunderts kommt dem Gebäude baugeschichtliche wie auch städtebauliche Bedeutung zu. | 09267320 |
|                                         | Wohnhaus in halboffener Bebauung mit rückwärtigem Anbau | Badergasse 20 (Karte)             | Bezeichnet mit 1806                                                                                                   | Das in halboffener Bebauung stehende, traufständige Wohnhaus wurde 1806 erbaut. Der zweigeschossige Bau hat einen rückwärtigen Anbau und trägt ein Satteldach. Die vierachsige Putzfassade ist schlicht und ohne nennenswerte Gliederungselemente. Das Erdgeschoss besitzt ein eingefasstes Eingangsportal mit segmentbogenförmigem Abschluss. Die Fenster besitzen kräftige Einfassungen, wobei die Fenster des Obergeschosses zusätzlich profilierte Sohlbänke aufweisen. Aufgrund seiner Einbindung in den historischen Baubestand der Badergasse und seines bauzeitlichen Aussagewertes als weitestgehend original erhaltenes, für die Ortsentwicklung von Strehla charakteristisches Wohnhaus aus der Zeit um 1800 kommt dem Gebäude baugeschichtliche wie auch städtebauliche Bedeutung zu. | 09267319 |
| Weitere Bilder                          | Empfangsgebäude (heute Mietshaus) und zwei Bahnhofsschuppen | Bahnhofstraße 27 (Karte)          | 1891 | Das heute als Mietshaus genutzte Empfangsgebäude des Bahnhofs mit zwei Bahnhofsschuppen wurde Ende des 19. Jahrhunderts als Station der Schmalspurbahn Oschatz–Strehla erbaut. Eröffnet wurde die Strecke am 31. Dezember 1891. Statt der ursprünglich geplanten 19 km langen Strecke, die acht größere Ortschaften und einen Steinbruch berührt hätte, wurde aus Kostengründen nur die kürzestmögliche Verbindung von 12 km Länge gebaut, die nur zwei unbedeutende Siedlungen berührte. Deshalb blieben die Passagierzahlen und auch das Frachtaufkommen gering. Zeitweise fuhren nur zwei Züge am Tag. Die Hoffnung auf Industrieansiedlungen in Strehla blieb weitgehend unerfüllt. 1972 wurde die Strecke stillgelegt und der Bahnhof aufgelöst. Das verbliebene Bahnhofsgebäude ist ein zweigeschossiger Bau mit auskragendem Satteldach und Klinkerfassade. Kennzeichnend ist die zeittypische Klinkerornamentik der Fassade mit Geschoss- und Sohlbankbändern, Betonungen der Gebäudeecken und Rundbögen oberhalb der Fenster. Der Backsteinbau des Bahnhofsschuppens an der Riesaer Straße besitzt zusätzliches Fachwerk. Aufgrund der Historie der Sächsischen Schmalspurbahn ist das Bahnhofsgebäude vor allem eisenbahngeschichtlich von Bedeutung. Klinkerfassade, Rundbogenornamentik über den Fenstern, Bahnhofsschuppen an der Riesaer Straße: Backstein, mit Fachwerk, 1972 als Bahnhof aufgelöst. | 09267424 |
| Weitere Bilder                          | Wasserturm | Feldstraße (Karte)                | 1904–1907 | Der Wasserturm Strehla wurde zwischen 1904 und 1907 im Auftrag der Stadt Strehla vom Freiberger Ingenieur C. Jensen errichtet und diente noch bis in die 1980er Jahre hinein der Wasserversorgung der Stadt. In der zweiten Hälfte des 19. Jahrhunderts entstanden Wassertürme in Deutschland in großer Zahl, um die öffentliche Versorgung mit sauberem Trinkwasser in der Gründerzeit, in welcher es zu einer zunehmenden Verstädterung kam, zu gewährleisten. Die in dieser Zeit errichteten Wasserwerke mit großen Reservoirs und Hochbehältern trugen in Verbindung mit Versorgungs- und Abwasserleitungen wesentlich dazu bei, Epidemien vorzubeugen. Der inzwischen sanierte und zu Wohnzwecken umgenutzte Wasserturm in Strehla ist im leicht konischen Schaft von zwei profilierten Gesimsen gegliedert. Die Rundbogenfenster des rund 24 Meter hohen, verputzten, massiven Ziegelbauwerkes haben Rustikaeinfassungen aus Sandstein. Oberhalb einer markanten, großen Kehlung befindet sich das auskragende Behältergeschoss, das ehemals den stählernen Wasserbehälter (Typ Intze I, Fassungsvermögen ca. 500 m³) enthielt. Es ist von Rundbogenfenstern mit Putzfaschen und Schlusssteinen gegliedert und wird von einem flachen Kegeldach mit Giebelgaupen, Laterne und Wetterfahne abgeschlossen. Die Zahl der Fenster wurde im Zuge der Sanierung erhöht, das umlaufende Fensterband unterhalb der Traufe zusätzlich eingefügt. Als historisches Betriebsbauwerk der Wasserversorgung besitzt der Wasserturm stadtgeschichtliche und technikgeschichtliche Bedeutung. Als weithin sichtbare Landmarke hat er zudem stadtbildprägende Wirkung. | 09267435 |
|                                         | Mietshaus in Ecklage | Fischergasse 1 (Karte)            | Um 1900 | Das in Ecklage stehende, traufständige Mietshaus mit Ladeneinbauten wurde um 1900 erbaut. Der dreigeschossige, massive Putzbau besitzt eine abgeflachte Ecke. Die Fenster des Erdgeschosses haben Natursteineinfassungen mit segmentbogenförmigem Abschluss. Der Eckladen besitzt ein Rundbogenportal. Das Erdgeschoss und die beiden Obergeschosse werden von einem markanten Gurtgesims getrennt. Die Fenster beider Obergeschosse haben ebenfalls Natursteingewände, besitzen betonte Sohlbänke und schließen gerade ab. Die Fenster des ersten Obergeschosses besitzen zusätzliche Bekrönungen. Im zweiten Obergeschoss der abgeflachten Ecke befindet sich analog zum Ladenportal ein Fenster mit rundbogenförmiger Einfassung. Oberhalb erhebt sich im Dachgeschoss ein polygonales Zwerchhaus, das mit einem markanten Turmhelm mit Gaupe abschließt und der Gebäudeecke eine turmartige Form verleiht. Das Dach ist mit acht stehenden Gaupen reich besetzt. Aufgrund des Aussagewertes als städtisches, gründerzeitliches Mietshaus und der markanten Eckbetonung hat das weitgehend im ursprünglichen Sinne wieder hergestellte Gebäude städtebauliche und straßenbildprägende Bedeutung. dreigeschossiger massiver Putzbau, 1. Obergeschoss mit Fensterbekrönungen, beide Obergeschoss Natursteingewände, acht stehende Gaupen, weitgehend im ursprünglichen Sinne wieder hergestellt | 09299832 |
|                                         | Wohnhaus in Ecklage zur Hauptstraße, mit Seitenflügel zur Fischergasse | Fischergasse 2 (Karte)            | 18. Jahrhundert | Das in Ecklage stehende Wohnhaus mit einem Seitenflügel zur Fischergasse wurde im 18. Jahrhundert erbaut und besitzt zur Hauptstraße einen später eingebauten Laden. Der zweigeschossige massive Putzbau war vermutlich ursprünglich ein Fachwerkhaus. Ein Umbau erfolgte in der zweiten Hälfte des 19. Jahrhunderts. Oberhalb der zweigeschossigen, traufseitigen Fassade erhebt sich ein steiles Satteldach mit Aufschieblingen und zwei Gaupen mit Walmdach, die im Zuge einer Dachmodernisierung vergrößert wurden. Giebelseitig hat das mit Biberschwanzdeckung versehene Satteldach Ortgangziegel. Der Seitenflügel ist ein ebenfalls zweigeschossiger Putzbau, Aufgrund des weitgehend intakten Wand-Öffnungs-Verhältnisses und des bauzeitlichen Aussagewertes als für die Ortsentwicklung von Strehla charakteristisches Wohnhaus aus dem 18. Jahrhundert hat das Gebäude baugeschichtlich Bedeutung. Erdgeschoss und Obergeschoss massiv, weitgehend intaktes Wand-Öffnungs-Verhältnis, steiles Satteldach mit Aufschieblingen, zwei vergrößerte stehende Gaupen, Biberschwanzdeckung, Ortgangziegel, Anbau massiv, verputzt, zweigeschossig. | 09299831 |
| Direkt Bild zu diesem Denkmal hochladen | Wohnhaus in offener Bebauung | Fischergasse 48 (Karte)           | 1. Hälfte 18. Jahrhundert                                                                                             | Das in offener Bebauung stehende Wohnhaus wurde in der ersten Hälfte des 18. Jahrhunderts erbaut. Der zweigeschossige Bau trägt ein neu gedecktes Krüppelwalmdach und war ursprünglich im Erdgeschoss massiv und im Obergeschoss in Fachwerkbauweise errichtet. Die Fenster und das Portal der schlicht verputzten Fassade im traufseitigen Erdgeschoss haben kräftige Einfassungen. Das Segmentbogenportal mit markantem Schlussstein erscheint tiefer gesetzt, was vermutlich auf eine Anhebung des Straßenniveaus zurückzuführen ist. Aufgrund seines bauzeitlichen Aussagewertes als weitestgehend original erhaltenes, für die Ortsentwicklung von Strehla charakteristisches Wohnhaus aus der ersten Hälfte des 18. Jahrhunderts kommt dem Gebäude baugeschichtliche Bedeutung zu. Portal tiefer gesetzt, bzw. Straßenniveau angehoben, Fachwerk an der Giebelseite verputzt, Dach neu gedeckt. | 09267354 |
| Weitere Bilder                          | Transformatorenstation | Görziger Straße (Karte)           | 1920er Jahre | Die Transformatorenstation wurde in den 1920er Jahren als Trafoturmstation errichtet. Die massiv erbaute Station weist Ecklisenen und einen gedeckten Dachabschluss mit mittig aufstehendem Dachaufbau und Pyramidendach auf und ist ein Zeugnis der seit dem Ende des 19. Jahrhunderts stattfindenden Bereitstellung der Infrastruktur zur Versorgung mit elektrischem Strom. Bis Anfang der 1980er Jahre wurden Umspannstationen in Freileitungsnetzen wie in Strehla als Turmstationen ausgeführt. Als Zeugnis der Elektrifizierung des Ortes hat die Transformatorenstation technikgeschichtliche Bedeutung. | 09267442 |
|                                         | Denkmal für die Gefallenen des Ersten Weltkrieges | Görziger Straße (Karte)           | 1920er Jahre | Das steinerne, schlichte Kriegerdenkmal wurde in 1920er Jahren für die Gefallenen des Ersten Weltkrieges errichtet und hat auf einem hohen Sockel mit den Namen der Gefallenen einen laternenartigen, auf den Seiten mit gekreuztem Schwert und Ölzweig gestalteten Aufsatz, der von einem Knauf mit Kreuz bekrönt wird. Das Kriegerdenkmal repräsentiert die Tendenz der 1920er Jahre, das Totengedenken an die im Ersten Weltkrieg Gefallenen des Ortes in den Mittelpunkt zu stellen. Stifter waren vielerorts die Gemeinden oder Kirchengemeinden und nur noch selten Kriegervereine. Da nicht nur der Krieg verloren war, sondern auch das Kaiserreich untergegangen und die alte Armee aufgelöst worden war, weisen die Denkmäler wie auch hier üblicherweise keine nationalen Symbole auf. Aufgrund des historischen Hintergrundes hat das Denkmal ortsgeschichtliche Bedeutung. | 09267443 |
| Direkt Bild zu diesem Denkmal hochladen | Wohnhaus und Torpfeiler eines Bauernhofes | Görziger Straße 7 (Karte)         | Bezeichnet mit 1882                                                                                                   | Das in alter Ortslage Görzig stehende Wohnhaus eines Bauernhofes wurde 1882 erbaut. Aus gleicher Zeit stammen auch die erhaltenen Pfeiler der Toreinfahrt. Der zweigeschossige Massivbau ist von gründerzeitlicher Gestaltung geprägt. Die Fenster und Portale besitzen Einfassungen aus Sandstein. Erdgeschoss und Obergeschoss des langgezogenen Baukörpers werden durch ein stark profiliertes Gurtgesims getrennt. Ein weiteres, schmaleres, profiliertes Gesims trennt auf der Traufseite das Obergeschoss vom Drempel, der mit jeweils zu Zwillingen zusammengefassten, annähernd quadratischen, kleinen Lüftungsfenstern ausgestattet ist. Die dreiachsige Giebelseite wird durch Sohlbankgesims abgeschlossen, oberhalb dessen sich ein Drillingsfenster befindet. Aufgrund seiner Authentizität und des bauzeitlichen Aussagewertes als weitestgehend original erhaltenes Wohnhaus aus der Gründerzeit kommt dem Bauernhaus baugeschichtliche Bedeutung zu. | 09267440 |
|                                         | Wohnhaus in halboffener Bebauung | Hauptstraße 1 (Karte)             | Bezeichnet mit 1574                                                                                                   | Das traufständige, in halboffener Bebauung stehende Wohnhaus wurde im 18. Jahrhundert erbaut. Ein über dem Portal eingesetzter Schlussstein verzeichnet das Jahr 1574 und verweist auf einen ursprünglichen Bau aus dem 16. Jahrhundert. Die von Diamantquaderung an den Ecken und am Sockel eingerahmte Fassadenansicht des zweigeschossigen Putzbaus wird durch ein profiliertes Gurtgesims horizontal gegliedert. Im Erdgeschoss befindet sich ein Segmentbogenportal mit einer Freitreppe davor. Oberhalb des sechsachsigen Obergeschosses erhebt sich ein hohes Krüppelwalmdach. Aufgrund seiner homogenen Gestaltung und des bauzeitlichen Aussagewertes als weitestgehend original erhaltenes, für die Ortsentwicklung von Strehla charakteristisches Wohnhaus aus dem 18. Jahrhundert kommt dem Gebäude baugeschichtliche und straßenbildprägende Bedeutung zu. | 09267339 |
|                                         | Wohnhaus in halboffener Bebauung | Hauptstraße 4 (Karte)             | Bezeichnet mit 1842, älterer Kern                                                                                     | Das in halboffener Bebauung stehende, traufständige Wohnhaus wurde 1842 erbaut. Der zweigeschossige, massiv errichtete Bau trägt ein hohes Krüppelwalmdach und besitzt im Erdgeschoss links einen modernen Ladeneinbau. Die schlichte Fassadenansicht zeigt fünf Achsen und ist lediglich durch ein schmales Gurtgesims gegliedert. Das Eingangsportal hat profiliertes Gewände und hat einen segmentbogenförmigen Abschluss. Oberhalb des Portals befindet sich ein eingesetzter Schlussstein. Aufgrund des bauzeitlichen Aussagewertes als weitestgehend original erhaltenes Wohnhaus aus der Mitte des 19. Jahrhunderts und seiner Einbindung in den für die Ortsentwicklung von Strehla charakteristischen, historischen Baubestand der Hauptstraße kommt dem Gebäude baugeschichtliche und städtebauliche Bedeutung zu. | 09267337 |
|                                         | Wohnhaus in geschlossener Bebauung und Hinterhaus | Hauptstraße 5 (Karte)             | 18. Jahrhundert | Das in geschlossener Bebauung stehende Wohnhaus mit Hinterhaus wurde im 18. Jahrhundert erbaut. Der massiv errichtete Bau besitzt rechts ein in die Fassade eingebundenes, zweiachsiges Torhaus mit einer großen Durchfahrt, die einen rundbogenförmigen Abschluss mit Schlussstein hat. Der links befindliche Ladeneinbau stammt aus späterer Zeit. Das Erdgeschoss wird von dem Eingangsportal mit segmentbogenförmigem Abschluss und Schlussstein geprägt, vor dem sich eine Freitreppe befindet. Die Fassade ist ansonsten einfach verputzt und ohne weitere Gliederungselemente. Die Fenster haben einfache Einfassungen. Aufgrund des bauzeitlichen Aussagewertes als weitestgehend original erhaltenes Wohnhaus aus der Mitte des 18. Jahrhunderts und seiner Einbindung in den für die Ortsentwicklung von Strehla charakteristischen, historischen Baubestand der Hauptstraße kommt dem Gebäude baugeschichtliche und städtebauliche Bedeutung zu. | 09267315 |
|                                         | Wohnhaus in halboffener Bebauung mit seitlichem Torbogen | Hauptstraße 6 (Karte)             | Bezeichnet mit 1833                                                                                                   | Das traufständige, in halboffener Bebauung stehende Wohnhaus mit seitlichem Torbogen wurde 1833 erbaut. Der zweigeschossige Bau ist massiv errichtet und trägt ein hohes Krüppelwalmdach. Die traufseitige Fassade weist sechs Achsen auf, ist einfach verputzt und weist ansonsten keine nennenswerten Gliederungselemente auf. Portal und Fenster haben einen gerade Abschluss und einfache Einfassungen. Der große, gedeckte Torbogen der Hofeinfahrt hat einen segmentbogenförmigen Abschluss. Aufgrund des bauzeitlichen Aussagewertes als weitestgehend original erhaltenes Wohnhaus aus der ersten Hälfte des 19. Jahrhunderts und seiner Einbindung in den für die Ortsentwicklung von Strehla charakteristischen, historischen Baubestand der Hauptstraße kommt dem Gebäude baugeschichtliche und städtebauliche Bedeutung zu. | 09267336 |
|                                         | Wohnhaus in geschlossener Bebauung | Hauptstraße 7 (Karte)             | 18. Jahrhundert, später überformt                                                                                     | Das in geschlossener Bebauung stehende, traufständige Wohnhaus mit einem Ladenbau wurde im 18. Jahrhundert erbaut und in späterer Zeit überformt. Der Ladeneinbau stammt aus dem Ende des 19. Jahrhunderts und besitzt am Ladeneingang noch die originale Schaufenstereinrahmung mit Akanthusmotiv. Ladeneingang und Portal sind über Freitreppen zugänglich. Die ansonsten schlichte Fassade des zweigeschossigen Putzbaus hat im Obergeschoss sieben Fenster mit profilierter Einfassung mit betonten Sohlbänken und Bekrönung. Das Walmdach trug ursprünglich nur eine Giebelgaupe rechts. Nach einer Modernisierung wird das ausgebaute Dachgeschoss nun über drei neue Gaupen belichtet. Aufgrund des bauzeitlichen Aussagewertes als städtisches Wohnhaus mit Laden aus dem 18./19. Jahrhunderts und seiner Einbindung in den historischen, für die Ortsentwicklung von Strehla charakteristischen Baubestand der Hauptstraße hat das Gebäude baugeschichtliche und städtebauliche Bedeutung. | 09267342 |
|                                         | Wohnhaus in geschlossener Bebauung | Hauptstraße 8 (Karte)             | Bezeichnet mit 1833, älterer Kern                                                                                     | Das traufständige, in geschlossener Bebauung stehende Wohnhaus wurde 1833 erbaut. Der Gebäudekern stammt aber aus früherer Zeit. Der zweigeschossige, massiv errichtete Putzbau hat eine einfach verputzte, neunachsige Fassade ohne nennenswerte Gliederungselemente und trägt ein Satteldach. Links im Erdgeschoss befindet sich eine große Tordurchfahrt mit Rundbogenabschluss und Schlussstein. Das schöne Segmentbogenportal des Eingangs hat ein markanten Schlussstein mit dem Handwerkszeichen des Hufschmieds. Das Gebäude hat baugeschichtliche und städtebauliche Bedeutung aufgrund des bauzeitlichen Aussagewertes als städtisches Wohnhaus aus der ersten Hälfte des 19. Jahrhunderts und seiner Einbindung in den historischen, für die Ortsentwicklung von Strehla charakteristischen Baubestand der Hauptstraße. | 09267335 |
|                                         | Gasthof „Zum Adler“ in halboffener Bebauung mit seitlichem Torbogen | Hauptstraße 9 (Karte)             | Bezeichnet mit 1753, später überformt                                                                                 | Der in halboffener Bebauung stehende, traufständige Gasthof „Zum Adler“ wurde 1753 erbaut und um 1900 markant baulich überformt. Der zweigeschossige Gebäude trägt ein Krüppelwalmdach und besitzt rechts einen breiten, gedeckten Torbogen mit Segmentbogenabschluss und einer Figurennische oberhalb des Scheitels. Die vierachsige Fassade des Putzbaus wird durch ein Gurtband gegliedert und von einem Segmentbogenportal bestimmt, das eine markant geschwungene, gedeckte Bedachung hat. Während die großen Fenster des Erdgeschosses segmentbogenförmige Abschlüsse haben, schließen die Fenster des Obergeschosses gerade ab. Aufgrund des bauzeitlichen Aussagewertes als Gasthof aus der Mitte des 18. Jahrhunderts, dessen Substanz noch erkennbar ist und seiner markanten Überformung um 1900 sowie der Einbindung in den für die Ortsentwicklung von Strehla charakteristischen, historischen Baubestand der Hauptstraße ist das Gebäude baugeschichtlich und ortsgeschichtlich von Bedeutung. | 09267343 |
|                                         | Wohnhaus in halboffener Bebauung und Scheune im Hof | Hauptstraße 10 (Karte)            | 18. Jahrhundert | Das traufständig in halboffener Bebauung stehende Wohnhaus mit einer Scheune, die inzwischen umgebaut wurde, stammt aus dem 18. Jahrhundert. Der zweigeschossige Putzbau hat eine schlichte, verputzte Fassade ohne nennenswerte Gliederungselemente und trägt ein Mansarddach, das drei Giebelgaupen mit Rundbogenfenstern besitzt, die mittlere, größere Gaupe ist mit einem Zwillingsfenster ausgestattet. Im Erdgeschoss befindet sich rechts ein Ladeneinbau. Portal und Fenster haben einfache Einfassungen. Das Gebäude hat baugeschichtliche und städtebauliche Bedeutung aufgrund des bauzeitlichen Aussagewertes als Wohnhaus des 18. Jahrhunderts mit Laden und Scheune und seiner Einbindung in den für die Ortsentwicklung von Strehla charakteristischen, historischen Baubestand der Hauptstraße. | 09267334 |
|                                         | Wohnhaus in halboffener Bebauung mit seitlichem Torbogen | Hauptstraße 11 (Karte)            | 2. Hälfte 18. Jahrhundert                                                                                             | Das in halboffener Bebauung stehende Wohnhaus wurde in der zweiten Hälfte des 18. Jahrhunderts erbaut. Der traufständige, zweigeschossige Putzbau trägt ein Krüppelwalmdach und besitzt an der linken Seite einen großen, markant bedachten Torbogen, der segmentbogenförmig abschließt und von Natursteinquadern eingefasst ist. Die vierachsige Fassade wird durch eine Putzkante gegliedert und durch Natursteinquader an den Gebäudeecken eingerahmt. Zum Wohnhaus gehört ein später entstandenes Nebengebäude im Hof. Aufgrund des bauzeitlichen Aussagewertes als Wohnhaus aus der zweiten Hälfte des 18. Jahrhunderts und der Einbindung in den historischen für die Ortsentwicklung von Strehla charakteristischen Baubestand der Hauptstraße kommt dem Gebäude baugeschichtliche und straßenbildprägende Bedeutung zu. | 09267344 |
|                                         | Wohnhaus in geschlossener Bebauung mit seitlichem Torhaus | Hauptstraße 17 (Karte)            | 18. Jahrhundert | Das in geschlossener Bebauung stehende, zweigeschossige Wohnhaus wurde im 18. Jahrhundert erbaut und besitzt rechts einen zweiachsigen Anbau in Form eines Torhauses mit einer breiten Durchfahrt mit Segmentbogenabschluss und einem Zwerchhaus mit zwei Fenstern und Satteldach. Die fünfachsige Putzfassade des Wohnhauses ist schlicht und ohne nennenswerte Gliederungselemente. Das Erdgeschoss besitzt rechts ein Korbbogenportal mit Schlussstein. Das Mansarddach wird von vier Dachgaupen mit Segmentbogenfenstern gegliedert. Aufgrund des bauzeitlichen Aussagewertes als städtisches Wohnhaus des 18. Jahrhunderts und der Einbindung in den historischen, für die Ortsentwicklung von Strehla charakteristischen Baubestand der Hauptstraße ist das Gebäude baugeschichtlich und städtebaulich von Bedeutung. | 09267347 |
|                                         | Wohnhaus in geschlossener Bebauung | Hauptstraße 20 (Karte)            | Bezeichnet mit 1806                                                                                                   | Das traufständige, in geschlossener Bebauung stehende Wohnhaus wurde 1806 erbaut und trägt ein Satteldach. Der zweigeschossige, massiv errichtete Bau besitzt eine dreiachsige Putzfassade, die von profiliertem Gurtgesims und Sohlbankgesims gegliedert wird. Das bemerkenswerte Segmentbogenportal mit Schlussstein hat eine original erhaltene Tür mit Oberlicht. Die Fenster haben ebenso wie das Portal kräftige Einfassungen. Aufgrund seiner Authentizität und des bauzeitlichen Aussagewertes als weitestgehend original erhaltenes Wohnhaus aus dem Beginn des 19. Jahrhunderts sowie der Einbindung in den historischen, für die Ortsentwicklung von Strehla charakteristischen Baubestand der Hauptstraße kommt dem Gebäude baugeschichtliche und städtebauliche Bedeutung zu. | 09267395 |
|                                         | Wohnhaus in geschlossener Bebauung | Hauptstraße 24 (Karte)            | Bezeichnet mit 1765                                                                                                   | Das in geschlossener Bebauung stehende, traufständige Wohnhaus wurde 1765 erbaut. Der massiv errichtete, zweigeschossige Bau trägt ein Satteldach und besitzt im Erdgeschoss links einen Ladeneinbau, der vermutlich aus späterer Zeit stammt. Die Fassadenansicht wird durch eine einfache Putzgliederung geordnet. Erdgeschoss und Obergeschoss sind durch ein Putzband auf Geschosshöhe getrennt. Die Gebäudeecken werden durch Lisenen betont. Das Eingangsportal besitzt einen korbbogenförmigen Abschluss mit einem Schlussstein. Portal und Fenster haben einfache Einfassungen. Aufgrund seines bauzeitlichen Aussagewertes als städtisches, für die Ortsentwicklung von Strehla charakteristischen, Wohnhaus aus der zweiten Hälfte des 18. Jahrhunderts hat das Gebäude baugeschichtliche und städtebauliche Bedeutung. | 09267396 |
|                                         | Wohnhaus in geschlossener Bebauung | Hauptstraße 25 (Karte)            | Ende 18. Jahrhundert                                                                                                  | Das traufständige, in geschlossener Bebauung stehende Wohnhaus wurde Ende des 18. Jahrhunderts erbaut. Der massiv errichtete, zweigeschossige Bau besitzt eine schlicht verputzte, vierachsige Fassade, die durch ein einfaches Gurtgesims gegliedert wird. Das Gebäude hat ein Eingangsportal mit segmentbogenförmigem Abschluss und Schlussstein. Die Fenster haben einfache Einfassungen. Im Obergeschoss besitzen die Fenster betonte Sohlbänke. Oberhalb des Traufgesims erhebt sich ein Satteldach, das zwei stehende Gauben mit überkragendem Satteldach aufweist. Aufgrund seines bauzeitlichen Aussagewertes als für die Ortsentwicklung von Strehla charakteristisches, städtisches Wohnhaus aus dem Ende des 18. Jahrhunderts kommt dem Gebäude baugeschichtliche und städtebauliche Bedeutung zu. | 09267382 |
| Weitere Bilder                          | Wohnhaus in geschlossener Bebauung | Hauptstraße 30 (Karte)            | 2. Hälfte 18. Jahrhundert                                                                                             | Das in geschlossener Bebauung stehende, dreigeschossige Wohnhaus wurde in der zweiten Hälfte des 18. Jahrhunderts erbaut. Das zweite Obergeschoss des traufständigen Massivbaus, der ein Satteldach trägt, wurde später aufgesetzt. Die siebenachsige Fassade ist schlicht verputzt und ohne nennenswerte Gliederungselemente. Prägend ist die mächtige, zentrale Toreinfahrt mit segmentbogenförmigem Abschluss und Schlussstein sowie anschließender barocker Halle. Das im Obergeschoss darüber liegende Fenster besitzt im Unterschied zu den sonstigen, gerade abschließenden Fenstern einen Segmentbogenabschluss. Aufgrund seines bauzeitlichen Aussagewertes als für die Ortsentwicklung von Strehla charakteristisches, städtisches Wohnhaus aus der zweiten Hälfte des 18. Jahrhunderts ist das Gebäude baugeschichtlich und städtebaulich von Bedeutung. | 09267398 |
|                                         | Wohnhaus in geschlossener Bebauung | Hauptstraße 32 (Karte)            | 2. Hälfte 18. Jahrhundert                                                                                             | Das traufständig in geschlossener Bebauung stehende, zweigeschossige Wohnhaus wurde 1757 erbaut. Der das Erdgeschoss des fünfachsigen, massiv errichteten Putzbaus links einnehmende Ladeneinbau stammt aus späterer Zeit. Das Eingangsportal rechts besitzt einen Segmentbogenabschluss mit Schlussstein. Die Fassade ist einfach verputzt und ohne nennenswerte Gliederungselemente. Das Satteldach wurde modernisiert. Das Gebäude ist auf der Rückseite im Hof in einem Schlussstein mit Jahreszahl bezeichnet. Aufgrund seines bauzeitlichen Aussagewertes als städtisches, für die Ortsentwicklung von Strehla charakteristisches Wohnhaus aus der Mitte des 18. Jahrhunderts ist das Gebäude baugeschichtlich und städtebaulich von Bedeutung. | 09267399 |
|                                         | Wohnhaus in geschlossener Bebauung | Hauptstraße 34 (Karte)            | 2. Hälfte 18. Jahrhundert                                                                                             | Das traufständige, in geschlossener Bebauung stehende Wohnhaus wurde in der zweiten Hälfte des 18. Jahrhunderts erbaut. Der schmale Putzbau von drei Achsen ist im Erdgeschoss massiv erbaut. Das Obergeschoss ist vermutlich in Fachwerkbauweise errichtet. Das Erdgeschoss wird rechts von einem Segmentbogenportal mit Schlussstein bestimmt. Erdgeschoss und Obergeschoss sind durch eine Putzkante getrennt. Die schlichte Fassade weist ansonsten keine nennenswerten Gliederungselemente auf. Das Satteldach besitzt zwei Dachgaupen mit segmentbogenförmigem Abschluss und Bogendach. Aufgrund seines bauzeitlichen Aussagewertes als für die Ortsentwicklung von Strehla charakteristisches, städtisches Wohnhaus aus der zweiten Hälfte des 18. Jahrhunderts hat das Gebäude baugeschichtliche und städtebauliche Bedeutung. | 09267400 |
|                                         | Wohnhaus in geschlossener Bebauung mit Seitenflügel zum Hof | Hauptstraße 35 (Karte)            | Bezeichnet mit 1803                                                                                                   | Das traufständige, in geschlossener Bebauung stehende Wohnhaus wurde 1803 erbaut und besitzt einen Seitenflügel zum Hof. Der zweigeschossige, massiv errichtete Putzbau mit steilem Satteldach besitzt ein bemerkenswertes Segmentbogenportal aus Sandstein mit einem Schlussstein und einer schönen, originalen, biedermeierlichen Tür aus der ersten Hälfte des 19. Jahrhunderts. Die ansonsten schlicht verputzte sechsachsige Fassade weist keine nennenswerten Gliederungselemente auf. Die Fenster beider Geschosse haben einfache Einfassungen. Aufgrund des bemerkenswerten Portals und des bauzeitlichen Aussagewertes als städtisches, für die Ortsentwicklung von Strehla charakteristisches Wohnhaus aus dem Anfang des 19. Jahrhunderts ist das Gebäude baugeschichtlich und städtebaulich von Bedeutung. | 09267385 |
|                                         | Wohnhaus in geschlossener Bebauung | Hauptstraße 38 (Karte)            | 1. Hälfte 19. Jahrhundert                                                                                             | Das traufständige, in geschlossener Bebauung stehende Wohnhaus wurde in der ersten Hälfte des 19. Jahrhunderts erbaut. Der zweigeschossige Putzbau wurde massiv errichtete und besitzt ein Portal mit segmentbogenförmigem Abschluss mit Schlussstein. Die vierachsige Fassadenansicht ist von einer Putzgliederung mit Putzbändern auf Geschoss- und Sohlbankhöhe gekennzeichnet. Die Einfassungen der Fenster im Erdgeschoss und im Obergeschoss nehmen die horizontale Gliederung auf. Das Satteldach trägt zwei Dachgaupen mit Walmdach. Aufgrund seines bauzeitlichen Aussagewertes als für die Ortsentwicklung von Strehla charakteristisches, städtisches Wohnhaus aus der ersten Hälfte des 19. Jahrhunderts kommt dem Gebäude baugeschichtlich und städtebaulich Bedeutung zu. | 09267402 |
|                                         | Wohnhaus in geschlossener Bebauung | Hauptstraße 43 (Karte)            | Bezeichnet mit 1789, später überformt                                                                                 | Das in geschlossener Bebauung stehende, traufständige Wohnhaus wurde 1789 erbaut und später überformt. Ebenso stammt der Ladeneinbau links aus späterer Zeit. Oberhalb des Eingangsportals ist ein Schlussstein eingelassen. Rechts befindet sich eine Toreinfahrt. Der massiv errichtete, zweigeschossige Bau trägt ein Satteldach auf und besitzt eine Fassade mit Putzgliederung. Ein profiliertes Gurtgesims trennt Erdgeschoss und Obergeschoss. Ein Putzband verläuft auf Höhe der gerade abgeschlossenen Fenster des Obergeschosses. Aufgrund seines ursprünglichen, bauzeitlichen Aussagewertes als städtisches, für die Ortsentwicklung von Strehla charakteristisches Wohnhaus aus dem Ende des 18. Jahrhunderts kommt dem Gebäude baugeschichtliche und städtebauliche Bedeutung zu. | 09267388 |
|                                         | Wohnhaus in halboffener Bebauung, mit Seitenflügel zum Hof und Hinterhaus | Hauptstraße 45 (Karte)            | Bezeichnet mit 1817                                                                                                   | Das traufständige, in halboffener Bebauung stehende Wohnhaus wurde 1817 erbaut. Das zweigeschossige Gebäude besitzt einen Seitenflügel zum Hof sowie ein weiteres Hintergebäude. Der massiv errichtete Bau trägt ein Satteldach und hat auf der fünfachsigen Hauptfassade ein schönes Segmentbogenportal mit Schlussstein sowie einer original erhaltenen, biedermeierlichen Tür. Die Putzfassade wird durch ein Putzband auf Geschosshöhe gegliedert. Auf der Giebelseite trennt ein weiteres Band das Obergeschoss und den Giebel. Dieser ist mit einem Zwillingsfenster ausgestattet, das zwei Rundbogenfenster zusammenfasst. Oberhalb befindet sich ein halbrundes Fenster als Giebelabschluss. Aufgrund des authentischen, gebäudlichen Zustandes und seines bauzeitlichen Aussagewertes als für die Ortsentwicklung von Strehla charakteristisches, städtisches Wohnhaus aus dem ersten Viertel des 19. Jahrhunderts hat das Gebäude baugeschichtliche und straßenbildprägende Bedeutung. | 09267389 |
|                                         | Wohnhaus in geschlossener Bebauung | Hauptstraße 48 (Karte)            | 2. Hälfte 18. Jahrhundert, später überformt                                                                           | Das in geschlossener Bebauung stehende, traufständige Wohnhaus wurde in der zweiten Hälfte des 18. Jahrhunderts erbaut und in späterer Zeit überformt. Der massiv errichtete, kleine Putzbau trägt ein Satteldach und besitzt eine einfach verputzte Fassade ohne nennenswerte Gliederungselemente. Bemerkenswert ist das für den schlichten Bau ungewöhnliche, groß dimensionierte und aufwändige Hauseingangsportal aus der Gründerzeit um 1900 mit einer historistischen Verkleidung, die aus zwei dekorierten Säulen besteht, die einen Architrav mit aufliegender Bedachung tragen. Der Eingang besitzt auch noch eine erhaltene biedermeierliche Tür aus der ersten Hälfte des 19. Jahrhunderts. Aufgrund seiner markanten Portalgestaltung und des ursprünglichen, bauzeitlichen Aussagewertes als für die Ortsentwicklung von Strehla charakteristisches, städtisches Wohnhaus aus der zweiten Hälfte des 19. Jahrhunderts ist das Gebäude baugeschichtlich und städtebaulich von Bedeutung. | 09267405 |
|                                         | Wohnhaus (ehemaliger Gasthof „Deutsches Haus“) in geschlossener Bebauung | Hauptstraße 49 (Karte)            | Kern Ende 18. Jahrhundert                                                                                             | Das in geschlossener Bebauung stehende, traufständige Wohnhaus ist der ehemalige Gasthof „Deutsches Haus“ und wurde im Kern Ende des 18. Jahrhunderts erbaut. Ende des 19. Jahrhunderts erfolgte eine Überformung des Gebäudes. Der massiv errichtete, zweigeschossige Bau mit Satteldach hat ein flach abschließendes Eingangsportal, das noch eine original erhaltene, biedermeierliche Tür aus der ersten Hälfte des 19. Jahrhunderts besitzt. Erdgeschoss und Obergeschoss werden von einem Gurtgesims getrennt. Die Fenster beider Geschosse haben einfache Einfassungen. Aufgrund seiner ursprünglichen Funktion und des bauzeitlichen Aussagewertes der nachvollziehbaren Bau- und Überformungsgeschichte ist das Gebäude baugeschichtlich und ortsgeschichtlich von Bedeutung. | 09267390 |
| Weitere Bilder                          | Wohnhaus in Ecklage, mit Nebengebäude und Hofmauer | Hauptstraße 56 (Karte)            | 1. Hälfte 19. Jahrhundert                                                                                             | Das in Ecklage stehende zweigeschossige Wohnhaus mit Nebengebäude und Hofmauer wurde in der ersten Hälfte des 19. Jahrhunderts erbaut. Der das Erdgeschoss zur Giebelseite hin einnehmende Ladeneinbau stammt aus späterer Zeit. Das Wohnhaus trägt ein Krüppelwalmdach und ist im Erdgeschoss massiv erbaut, das Obergeschoss ist in Fachwerkbauweise errichtet, die mit ihren geputzten Gefachen auf den Traufseiten sichtig ist. Vor dem straßenseitigen Giebel steht eine markante, alte Linde. Mit dem Stallgebäude und der Umfassungsmauer bildet das Wohnhaus einen kleinen, ehemaligen Bauernhof, dessen innerstädtische Lage bemerkenswert ist und ihn als Ackerbürgerhaus klassifiziert. Durch diese Eigenschaft wie auch die markante Ecklage mit Solitärbaum ist die kleine Hofanlage baugeschichtlich und straßenbildprägend von Bedeutung. | 09267408 |
|                                         | Mietshaus in geschlossener Bebauung | Hauptstraße 73 (Karte)            | Ende 19. Jahrhundert                                                                                                  | Das traufständig in geschlossener Bebauung stehende Mietshaus wurde Ende des 19. Jahrhunderts erbaut. Der Ansicht des zweigeschossigen Baus von vier Achsen mit Drempel und Satteldach ist durch eine gründerzeitliche Putzfassade mit Putznutungen, profilierten Fenstereinfassungen und Eckquaderungen gekennzeichnet, die noch von klassizistischer Wirkung ist. Die Fassade wird durch einen flachen Mittelrisalit und profilierte Gurtgesimse gegliedert. Der zweiachsige Risalit schließt mit einem markanten Zwerchhaus mit Dreiecksgiebel ab. Durch seine authentische Gestaltung und den bauzeitlichen Aussagewert als ein im historischen Bestand der Hauptstraße errichtetes Mietshaus seiner Zeit ist das Gebäude baugeschichtlich von Bedeutung. | 09267393 |
|                                         | Wohnhaus in Ecklage mit Hinterhaus | Julius-Scharre-Straße 1 (Karte)   | 18. Jahrhundert | Das in Ecklage erbaute Wohnhaus mit Laden und Hinterhaus wurde im 18. Jahrhundert erbaut. Der zweigeschossige, massiv errichtete Bau trägt ein markantes, steiles Satteldach und besitzt im Erdgeschoss, das von einem Ladeneinbau aus späterer Zeit eingenommen wird, eine abgeflachte Ecke, die, mit Putzquaderung eingefasst, einen der zwei Ladeneingänge aufnimmt. Die Putzfassade wird durch Gurtgesims und betonende Eckputzung gegliedert. Die straßenseitigen großen Fenster des Erdgeschosses haben ebenso wie das Eingangsportal rechts einen segmentbogenförmigen Abschluss. Die Fenster des Obergeschosses und des Giebels haben einen geraden Abschluss und betonte Sohlbänke, wobei jeweils zwei der Giebelfenster durch diese zusammengefasst werden. Durch die massive Präsenz der bauzeitlich authentischen Gestaltung und die markante Ecklage ist das Gebäude baugeschichtlich und straßenbildprägend von Bedeutung. | 09267282 |
|                                         | Wohnhaus in geschlossener Bebauung | Julius-Scharre-Straße 2 (Karte)   | 18. Jahrhundert | Das traufständige, in geschlossener Bebauung stehende, zweigeschossige Wohnhaus mit Laden wurde im 18. Jahrhundert erbaut. Der Ladeneinbau stammt aus späterer Zeit und hat eine schöne Ladenfront mit gründerzeitlicher Tür- und Fensterrahmung. Der schmale vierachsige Bau ist massiv errichtet und besitzt eine einfache Putzfassade ohne nennenswerte Gliederungselemente. Fenster und Portal haben einfache Einfassungen. Auf dem Satteldach befinden sich zwei stehende Dachgaupen mit Pultdach. Durch seine authentische Gestaltung, die schöne, gründerzeitliche Ladenfront und den bauzeitlichen Aussagewert als ein im historischen Bestand der Hauptstraße errichtetes Wohn- und Geschäftshaus seiner Zeit ist das Gebäude baugeschichtlich und städtebaulich von Bedeutung. | 09267284 |
|                                         | Wohnhaus in geschlossener Bebauung | Julius-Scharre-Straße 4 (Karte)   | 18. Jahrhundert | Das Gebäude ist ein schlichter Putzbau als Teil einer markanten Häuserzeile, baugeschichtlich und stadtentwicklungsgeschichtlich von Bedeutung. Mit späterem Ladeneinbau, der Ladeneinbau aus den 1920er Jahren wurde bei einer Renovierung entstellt. | 09267285 |
|                                         | Wohnhaus in geschlossener Bebauung (Schloss-Drogerie) | Julius-Scharre-Straße 6 (Karte)   | Ende 19. Jahrhundert, im Kern älter                                                                                   | Das in geschlossener Bebauung stehende, traufständige Wohnhaus mit Laden wurde Ende des 19. Jahrhunderts erbaut, sein Kern ist allerdings älter. Der zweigeschossige, langgestreckte Putzbau mit einem großen Segmentbogenfenster mit Schlussstein links, das vermutlich vor der Überformung Ende des 19. Jahrhunderts das Eingangsportal war, besitzt rechts eine prächtige, historistische Ladenzone mit Putznutungen, Konsolierungen und profilierten Bedachungen. Die ehemalige Toreinfahrt wird von einem Dreiecksgiebel mit Kopf im Giebelfeld bekrönt, darüber ein Zwillingsfenster im Obergeschoss und im Dach ein markant gegliedertes Zwerchhaus mit einem Neorenaissancegiebel. Die nachvollziehbaren bauzeitlichen Entstehungsphasen, die prächtige historistische Verkleidung der Ladenzone und des ehemaligen Torhauses wie auch die Einbindung in die historische Häuserzeile der Julius-Scharre-Straße begründen die baugeschichtliche und städtebauliche Bedeutung des Wohn- und Geschäftshauses. | 09267286 |
|                                         | Wohnhaus in halboffener Bebauung (ehemalige Apotheke) | Julius-Scharre-Straße 8 (Karte)   | Um 1905, im Kern vielleicht älter                                                                                     | Das in halboffener Bebauung stehende, traufständige Wohnhaus mit Laden ist eine ehemalige Apotheke und wurde um 1905 erbaut, ist aber im Kern deutlich älter. Die Fassade des massiv errichteten, zweigeschossigen Baus ist im späthistoristischen Stil der Gründerzeit gestaltet und wird von Putzbändern, Putzspiegeln, Lisenen und Konsolen, die auf Höhe des Gurtgesims platziert sind, durchgliedert. Die Fenster des Erdgeschosses links und rechts der zwei mittigen, gerade abschließenden Schaufenster der Ladenzone haben einen segmentbogenförmigen Abschluss. Die Fenster des Obergeschosses schließen gerade ab und werden von Bedachungen bekrönt. Die äußeren Fenster und die zwei mittigen Fenster werden durch die Einfassungen zu Zwillingen zusammengefasst. Oberhalb erhebt sich zentral im Dach ein markantes Zwerchhaus mit einem Neorenaissancegiebel mit Apothekerzeichen, das von zwei Dachgaupen mit Bogendach flankiert wird. Die nachvollziehbaren bauzeitlichen Entstehungsphasen, die authentische historistische Fassadengestaltung und die Einbindung in die historische Häuserzeile der Julius-Scharre-Straße begründen die baugeschichtliche und städtebauliche Bedeutung des Wohn- und Geschäftshauses. | 09267287 |
| Direkt Bild zu diesem Denkmal hochladen | Wohnhaus in Ecklage und seitliche Torpfeiler | Julius-Scharre-Straße 9 (Karte)   | 18. Jahrhundert | Das in Ecklage stehende Wohnhaus mit seitlichen Torpfeilern wurde im 18. Jahrhundert erbaut. Der massive, zweigeschossige Putzbau trägt ein leicht geschweiftes Krüppelwalmdach, das traufseitig zweigeteilt ist. Die traufseitige Hauptfassade ist von einem mächtigen Korbbogenportal aus Sandstein geprägt. Rechts von diesem befinden sich zwei breite Fenster mit segmentbogenförmigem Abschluss, die von profilierten Bedachungen bekrönt werden. Die übrigen Fenster schließen flach ab und haben kräftige Einfassungen. Die Fassade ist ansonsten ohne nennenswerte Gliederungselemente. Der untere Teil des Daches wird von einem breiten, geschleppten Zwerchhaus eingenommen, das vier Fenster besitzt. Auf der Gebäuderückseite befindet sich mittig ein zweigeschossiger, großer Erkeranbau mit Walmdach. Aufgrund seiner bauzeitlich authentischen, für die Stadtentwicklung Strehlas im 18. Jahrhundert charakteristischen, barocken Architektur und Gestaltung und seiner massiven Präsenz kommt dem Wohnhaus baugeschichtliche und städtebauliche Bedeutung zu. | 09267358 |
|                                         | Wohnhaus, Seitengebäude und Scheune eines ehemaligen Stadtbauernhofes, mit Hofmauer und Torpfeiler | Julius-Scharre-Straße 10 (Karte)  | Bezeichnet mit 1753                                                                                                   | Der ehemalige Stadtbauernhof mit Wohnhaus, Seitengebäude und Scheune wurde 1753 erbaut. Das zweigeschossige Wohnhaus mit Krüppelwalmdach ist ebenso wie das Wirtschaftsgebäude massiv errichtet und hat auf der Straßenseite eine einfach verputzte Fassade von fünf Achsen mit einem mittigen Segmentbogenportal mit einer barocken Kartusche als Schlussstein. Als Hof eines Ackerbürgers kommt der Anlage eine auch für die Ortsentwicklung von Strehla wichtige Bedeutung zu. Ackerbürger stellten seit dem Mittelalter innerhalb der städtischen Sozialstruktur eine Sondergruppe dar. Ein Ackerbürger war keinem der typisch städtischen Erwerbsstände zuzuordnen. Er war ein Bauer mit Bürgereigenschaft und bewirtschaftete seine Ländereien innerhalb der städtischen Feldmark, die durch ergänzende Pachtung von landwirtschaftlicher Nutzfläche anderer Bürger hinreichend große Wirtschaftseinheiten ergaben. Ackerbürger, also Stadtbauern, gab es gleichermaßen in größeren wie kleineren Städten. Aufgrund des bauzeitlichen Aussagewertes als authentisch erhaltener, exemplarischer Stadtbauernhof aus der Mitte des 18. Jahrhunderts und der Wirtschafts- und Sozialhistorie des Ackerbürgertums in Strehla ist der Hof baugeschichtlich, wirtschaftsgeschichtlich und ortsgeschichtlich von Bedeutung. | 09267288 |
|                                         | Ehemaliges Königliches Gerichtsamt, heute Wohnhaus in Ecklage | Kirchgasse 1 (Karte)              | 19. Jahrhundert | Das in Ecklage stehende, zweigeschossige Wohnhaus wurde im 19. Jahrhundert erbaut. Bei dem massiv errichteten Putzbau handelt es sich um das ehemalige Königliche Gerichtsamt, das von 1856 bis 1883 hier untergebracht war. Das Gebäude war bis zu seiner heutigen Nutzung von 1884 bis 1923 Sitz der Stadtverwaltung und von 1923 bis 1999 Sitz der Sparkasse. Die zum Markt hin vierachsige und zur Kirchgasse hin siebenachsige Fassade wird durch ein profiliertes Gurtgesims horizontal gegliedert. Die Fenster beider Geschosse haben Sandsteingewände und profilierte Sohlbänke. Das Mansarddach wird von stehenden, unterschiedlich großen Dachhäuschen ebenfalls mit Mansarddächern strukturiert. Aufgrund seines bauzeitlich authentischen Zeugniswertes, der markanten Lage am Markt und der Nutzungshistorie ist das Gebäude baugeschichtlich und ortsgeschichtlich von Bedeutung. | 09267271 |
| Direkt Bild zu diesem Denkmal hochladen | Wohnhaus in halboffener Bebauung | Kirchgasse 2 (Karte)              | 1. Hälfte 19. Jahrhundert, Kern womöglich älter                                                                       | Das traufständige, in halboffener Bebauung stehende Wohnhaus wurde in der ersten Hälfte des 19. Jahrhunderts erbaut, der Kern ist womöglich älter. Der massiv errichtete, zweigeschossige Bau trägt ein Krüppelwalmdach. Die schlicht verputzte Fassade besitzt sieben Achsen, die geschossweise verspringen, und weist keine weiteren Gliederungselemente auf. Prägnant ist das Portal mit einem segmentbogenförmigen Abschluss und einer davor liegenden Freitreppe. Die Fenster beider Geschosse haben kräftige Fensterumrahmungen. Aufgrund seiner schlichten, aber bauzeitlich authentischen Architektur und der Relevanz in Hinsicht auf die innerstädtische Entwicklung in unmittelbarer Marktnähe ist das Gebäude baugeschichtlich von Bedeutung. | 09267281 |
| Direkt Bild zu diesem Denkmal hochladen | Ehemaliges Pfarrhaus oder Kantorat (mit Freitreppe), sowie seitlicher Torbogen zum Kirchhof | Kirchgasse 4 (Karte)              | Um 1850 | Das traufständige, in halboffener Bebauung stehende Wohnhaus wurde um 1850 erbaut. Der massiv errichtete, zweigeschossige Bau beherbergte ursprünglich das ehemalige Pfarrhaus oder Kantorat und hat seitlich einen Torbogen mit Freitreppe, der zum Kirchhof führt. Die Fassade des mächtigen Baukörpers ist einfach verputzt und besitzt keine nennenswerten Gliederungselemente. Markant ist die vor dem Eingangsportal befindliche, hohe, zweiläufige Freitreppe. Die heutigen Schleppgaupen sind auf eine Modernisierung des Daches zurückzuführen. Aufgrund seiner schlichten, aber bauzeitlich authentischen Architektur und der Relevanz in Hinsicht auf die innerstädtische Entwicklung in unmittelbarer Beziehung zur Stadtkirche ist das Gebäude baugeschichtlich und ortsgeschichtlich von Bedeutung. | 09267280 |
| Direkt Bild zu diesem Denkmal hochladen | Ehemalige Schule, heute Wohnhaus | Kirchgasse 6 (Karte)              | Um 1820 | Das in offener Bebauung stehende, zweigeschossige Wohnhaus war ursprünglich eine Schule und wurde um 1820 erbaut. Der mächtige, massiv errichtete Bau mit einem rechtwinkligen Flügel zum Kirchhof trägt ein Krüppelwalmdach und besitzt eine einfach verputzte Fassade von elf Achsen, die keine nennenswerten Gliederungselemente aufweist. Bemerkenswert ist ein vertikaler Versprung der Fenster des Erdgeschosses in der fünften bis siebten Achse und der Obergeschossfenster in der vierten bis sechsten Achse. Dies Fenster sind zugleich etwas größer als die anderen Fenster der Hauptfassade. Aufgrund des bauzeitlichen Aussagewertes als authentischer, funktionaler Schulbau seiner Zeit und der Einbindung in den Ortskern mit unmittelbarer Lage am Kirchhof hat das Gebäude ortsgeschichtliche Bedeutung. | 09267279 |
| Direkt Bild zu diesem Denkmal hochladen | Wohnhaus in halboffener Bebauung | Kirchgasse 8 (Karte)              | Bezeichnet mit 1831                                                                                                   | Das in halboffener Bebauung stehende, traufständige Wohnhaus wurde 1831 erbaut. Der massiv errichtete, zweigeschossige Bau trägt ein Satteldach und besitzt eine schlicht verputzte Fassade von fünf Achsen, die von einem Putzband in Geschosshöhe unterteilt wird, aber ansonsten keine nennenswerten Gliederungselemente besitzt. Das Eingangsportal hat einen segmentbogenförmigen Abschluss mit Schlussstein. Aufgrund des bauzeitlichen Aussagewertes als authentischer Bau seiner Zeit und der Einbindung in den Ortskern mit unmittelbarer Lage am Kirchhof ist das Gebäude baugeschichtlich und städtebaulich von Bedeutung. | 09267278 |
| Direkt Bild zu diesem Denkmal hochladen | Wohnhaus in offener Bebauung mit Nebengebäude | Leckwitzer Straße 1 (Karte)       | Um 1900 | Die eingeschossige Villa mit Nebengebäude wurde um 1900 erbaut. Der massiv errichtete Bau trägt ein auskragendes Satteldach, das auf der Hofseite Giebelgaupen besitzt. Die Fassade des Klinkerbaus ist in gründerzeitlicher Weise mit Sandsteinapplikationen und Dekor versehen. Die Fenster haben profilierte Sandsteingewände und werden von konsolierten Bedachungen bekrönt. Straßenseitig wird die Ansicht der vierachsigen Fassade von einem Mittelrisalit mit abschließendem Zwerchhaus mit auskragendem Satteldach bestimmt. Aufgrund des bauzeitlichen Aussagewertes als authentischer, gründerzeitlicher Villenbau in unmittelbarer Nähe zum Schloss hat das Gebäude baugeschichtliche Bedeutung. | 09267370 |
|                                         | Schule (mit Seitenflügel, Sternwarte, Verbindungsflügel und Turnhalle), ehemalige Erich-Weinert-Oberschule | Leckwitzer Straße 2 (Karte)       | 1958–1962 (Schule); 1961 (Keramikrelief)                                                                              | Der aus mehreren Gebäuden bestehende Schulkomplex wurde von 1958 bis 1962 als Polytechnische Oberschule in massiver Ziegelbauweise errichtet. Der Entwurf stammt von den Architekten Voigt und Keller. Die Schulsternwarte nach dem Entwurf von Hans Hoffmann wurde 1975 fertiggestellt. Die in sich geschlossene Vierflügelanlage im Pavillonsystem besteht aus dem parallel zur Straße verlaufenden zweigeschossigen Hauptgebäude, einem östlich sich im rechten Winkel anschließenden Klassentrakt, dem eingeschossigen Verbindungsbau im Norden und der westlich gelegenen Turnhalle. Ein zu großen Teilen offener Umgang verbindet die einzelnen Gebäude. Die großzügige Aula der Schule mit seitlichen Galerien und Bühne befindet sich in dem repräsentativ gestalteten Hauptbau. Großflächige Fensterbänder, flach gehaltene Dächer und der Umgang zum Teil als Pergola oder auf filigranen Stützen ruhend, geben dem Ensemble ein für damalige Verhältnisse ausgesprochen modernes Erscheinungsbild. Vor allem das verwendete Material ist für die nicht nur funktional, sondern auch gestalterisch aufeinander bezogenen Gebäude von großer Bedeutung. Aufgewertet wird die Schule durch baugebundene Kunst u. a. von Rudolf Sitte. Mehrere, vor allem figurale Reliefs finden sich am östlichen Giebel des Hauptbaus. Der Schulkomplex unterscheidet sich durch seine baukünstlerische, anspruchsvolle und individuelle Ausführung deutlich von den Typenprojekten der DDR-Schulen der 1960er bis 1980er Jahre. Aufgrund des hohen Authentizitätsgrades seines äußeren Erscheinungsbildes, der inneren Grundrissgliederung und Ausstattung und der bemerkenswerten, baugebundenen Kunst besitzt der Bau große architekturgeschichtliche und ortsgeschichtliche Bedeutung. Als massiver Ziegelbau (kein Typenbau) mit zentraler Aula, umlaufender Galerie und flankierenden Klassenzimmern errichtet mit flachgedeckten, abgestuften Anbauten, Hauptbau mit drei sich anschließenden flachen Gebäudeflügeln. Rechteckiger Grundriss. Zur Torgauer Straße hin Giebelseite in Glas geöffnet (Belichtung der Aula), Längsseiten durch gleichmäßige Fensteranordnung geprägt (Raster). Innen augenfällige Ablesbarkeit damaliger Architektursprache: geschwungener Treppenaufgang zur Galerie – asymmetrisch, da nur an einer Seite. Galerie umlaufend, Bühne original erhalten. Die Mittelschule ist mit Turnhalle und Verbindungs-bau zu dieser als ein einheitlicher, durchgestalteter Komplex errichtet worden. Trotz mancher neuer Beeinträchtigungen (Verglasung des einst offenen Gangs zum Hof und blaue Farbgebung der Fenster) überrascht die Vierflügelanlage nach wie vor durch eine hohe gestalterische Qualität. Selbst eine Großstadt wie Dresden hat keine derart in sich stimmige Schulanlage aus der Zeit um 1960 aufzuweisen. Architekt: Hans-Otto Gebauer und Kollektiv (u. a. Siegfried Keller). | 09265021 |
|                                         | Wohnhaus in offener Bebauung | Lindenstraße 2 (Karte)            | 1920er Jahre | Das villenartige, zweigeschossige Wohnhaus wurde in den 1920er Jahren erbaut. Der massiv errichtete Putzbau trägt ein Walmdach und ist in seiner Baukörper- und Fassadengliederung von der Formensprache der 1920er Jahre geprägt. Die in risalitartigen, über beide Geschosse reichenden Fassadenvorsprüngen zu Zwillingen zusammengefassten, mit markantem Kacheldekor gerahmten und von profilierten Stürzen abgeschlossenen Kastenfenster sind noch original erhalten. Das Dach der straßenseitigen Ansicht wird von einer großen Gaupe mit Walmdach geprägt. Der villenartige Bau ist ein authentisches Zeugnis der zunehmend versachlichten und dennoch von Dekorbetonungen gekennzeichneten Architektur der 1920er Jahre und ist in seinem weitgehend unveränderten Erhaltungszustand baugeschichtlich von Bedeutung. | 09299835 |
|                                         | Mietvilla mit Einfriedung | Lindenstraße 3 (Karte)            | Ende 19. Jahrhundert                                                                                                  | Die zweigeschossige Mietvilla wurde, ebenso wie die Einfriedung, Ende des 19. Jahrhunderts errichtet. Der Klinkerbau hat einen hakenförmigen Grundriss und besitzt rechts einen Eingang mit darüber liegendem Söller mit schöner Brüstung. Hinter diesem erhebt sich ein in den Grundriss eingeschobener markanter Turmbau, der mit seinem hohen Helm das Gebäude dominiert. Der zur Straße gerichtete Bauteil besitzt einen Mittelrisalit. Die Fenster der Fassaden sind unterschiedlich abgeschlossen und zitieren in ihrem Aufbau, ebenso wie das Krüppelwalmdach der Hauptgebäudeteile, den Eindruck eines ländlichen Anwesens, das im Sinne des Heimatstils in seiner komprimierten Form architektonisch überhöht und verdichtet wird. Als Zeugnis dieser späthistoristischen Sprache und Gestaltung insbesondere im Villenbau hat das Gebäude baugeschichtliche Bedeutung. | 09267422 |
|                                         | Wohnhaus in offener Bebauung | Lindenstraße 4 (Karte)            | Um 1920 | Das in offener Bebauung stehende Wohnhaus wurde um 1920 erbaut. Das zweigeschossige, auf einem Bruchsteinsockel stehende Gebäude ist durch einen kompakten und zugleich heterogenen Baukörper gekennzeichnet, der unterschiedliche, sich in der Summe ausgleichende Bauteile aufweist. Das über den Bau in unterschiedlichsten Ebenen, Formen und Höhen sich ausbreitende Dach überführt markant den tief gezogenen, eingeschossigen Eingangsvorbau links in die Gesamtbaumasse über und wird in einem Dachhaus an der rechten Gebäudeseite ausponderiert. Ein bedachter 3/8-Standerker zur Straßenseite hin findet seinen baulichen Widerhall in einem polygonalen, turmartigen Bauteil auf der anderen Seite des Gebäudes. In solcher Bausprache der massiven Erscheinung einer frei gegliederten Baumasse ist das Wohnhaus stark von der Reformbaukunst beeinflusst und ist aufgrund des noch weitestgehend authentisch erhaltenen Zustandes baugeschichtlich von Bedeutung. | 09299836 |
| Direkt Bild zu diesem Denkmal hochladen | Wohnhaus in offener Bebauung, mit Einfriedung | Lindenstraße 8 (Karte)            | Um 1905 | Das in offener Bebauung stehende, zweigeschossige Wohnhaus wurde um 1905 erbaut. Der weitestgehend authentisch erhaltene, villenartige Bau ist im Stil des Späthistorismus gestaltet und besitzt zahlreiches Jugendstildekor. Zaun, Tor und Eingangspfeiler der Einfriedung sind darüber hinaus original erhalten. Das mit vorspringenden Gebäudeteilen, Dachhäusern und Fachwerkgiebel sowie unterschiedlich abschließenden Fenstern bemerkenswert gestaltete Gebäude besitzt rechts einen markanten, offenen Eingangsvorbau mit segmentbogenförmigen Öffnungen und hoher Treppe, der oberhalb von einem großen Austritt mit Holzbalkon bestimmt wird, der durch das heruntergezogene Satteldach in den schmalen Seitenflügel harmonisch integriert ist. Aufgrund der authentischen, nachvollziehbaren, bauzeitlichen Struktur des Baukörpers und der Gestaltung der Fassaden ist das Gebäude baugeschichtlich von Bedeutung. | 09267416 |
|                                         | Villa mit Einfriedung | Lindenstraße 9 (Karte)            | Ende 19. Jahrhundert                                                                                                  | Die in Ecklage stehende, zweigeschossige Villa mit rückwärtigen Anbau wurde Ende des 19. Jahrhunderts erbaut. Der massiv errichtete Baukörper steht auf einem hakenförmigen Grundriss und hat einen im 45 Grad-Winkel vorgesetzten, turmartigen Eckvorbau, der das große Eingangsportal im Erdgeschoss aufnimmt. Der Turm hat darüber zwei Rundbogenfenster und trägt einen Helm mit markanter, kleiner Gaupe. Der übrige Bau wird von einem umlaufenden, profilierten Gurtgesims horizontal gegliedert, das zugleich die beiden straßenseitigen Giebelseiten verbindet. Die linke, zweiachsige Giebelseite trägt zudem im Obergeschoss einen Balkon mit schmiedeeisernem Geländer. Aufgrund der authentischen, gründerzeitlichen Bauform und Gestaltung ist der Villenbau baugeschichtlich von Bedeutung. | 09267420 |
| Weitere Bilder                          | Gasthaus „Lindenhof“ mit Saalanbau | Lindenstraße 10 (Karte)           | Um 1905/1910 | Der Gasthof „Lindenhof“ mit seinem Saalanbau wurde um 1905/1910 erbaut. Der auf einem Bruchsteinsockel errichtete Bau besteht aus zwei rechtwinklig zueinander stehenden Baukörpern, die große Walmdächer tragen. Der zweigeschossige Gasthof ist auf seiner traufständigen Hauptansicht von zwei markanten Zwerchhäusern und einem massiven Eingangsvorbau geprägt. Die Fassade ist reich geschmückt mit Putznutungen und üppigem Jugendstildekor. Die Fenster und Portalabschlüsse sind im Erdgeschoss durchgängig segmentbogenförmig. Der mächtige Saalanbau ruht auf einem eingeschossigen Baukörper, auf dem sich ein zweites Geschoss erhebt, dass zum Eingang einen weiteren, reich verzierten Giebel besitzt. Auch die Innenausstattung des Gasthofes ist von reichem, noch erhaltenen Jugendstildekor geprägt. Aufgrund der örtlichen Bedeutung als größter und wichtigster Gasthof und Veranstaltungsort des Ortes seit seiner Erbauung kommt dem Gasthaus Lindenhof eine nennenswerte, ortsgeschichtliche Bedeutung zu. | 09267414 |
|                                         | Wohnhaus in offener Bebauung | Lindenstraße 11 (Karte)           | Ende 19. Jahrhundert                                                                                                  | Das in offener Bebauung stehende, zweigeschossige Wohnhaus wurde Ende des 19. Jahrhunderts erbaut. Der in seiner Geschlossenheit einfache wie schöne, massiv errichtete Gründerzeitbau ist durch zarte Putzgliederungen mit Nutungen, Bändern und Spiegeln gekennzeichnet, die dem Baukörper eine umlaufende, konturierte Haut verleihen. Erdgeschoss und Obergeschoss werden durch ein profiliertes Gurtgesims getrennt. Die Fenster haben durchgängig profiliertes Gewände und tragen im Obergeschoss Bedachungen. Markant ist der hölzerne Eingangsvorbau, der das Portal und darüberliegend einen überdachten Austritt mit Laubsägeornamentik aufnimmt. Aufgrund seiner bauzeitlich authentischen, geschlossenen Bauform und Gestaltung ist das Gründerzeitgebäude baugeschichtlich von Bedeutung. | 09267417 |
|                                         | Schule mit Turnhalle und Einfriedung (Grundschule Strehla) | Lindenstraße 21 (Karte)           | Ende 19. Jahrhundert                                                                                                  | Die Ende des 19. Jahrhunderts erbaute Schule umfasst das Schulgebäude sowie eine Turnhalle und die original erhaltene Einfriedung des Schulgeländes. Das mächtige, dreigeschossige Schulgebäude ist ein gründerzeitlicher Klinkerbau von dreizehn Achsen, der mit repräsentativer Sandsteinornamentik ausgestattet ist und oberhalb eines kräftigen Traufgesims ein Walmdach trägt. Die von Gurt- und Sohlbankgesims gegliederte Fassade wird markant von einem Mittelrisalit eingenommen, der im Erdgeschoss ein mächtiges Portal hat, das von zwei Säulen flankiert wird und einen profiliert gerahmten Dreiecksgiebel trägt. Im zweiten Obergeschoss nehmen drei große Rundbogenfenster den Risalit ein. Im Dach befindet sich zentral ein Dachhäuschen mit Uhr. Die auf einem Bruchsteinsockel stehende Turnhalle mit Satteldach wird von großen Rundbogenfenstern belichtet, die ihr den Charakter eines sakralen Baus verleihen. Die bauzeitlich exemplarische, überzeugend geschlossene Gestaltung von Hauptgebäude und Turnhalle geben der Gründerzeitschule baugeschichtliche und ortsgeschichtliche Bedeutung. | 09267318 |
|                                         | Wohnstallhaus (über Hakengrundriss), Seitengebäude und Scheune eines ehemaligen Stadtbauernhofes | Lindenstraße 24 (Karte)           | 2. Hälfte 19. Jahrhundert                                                                                             | Das Wohnstallhaus mit Seitengebäude und Scheune eines ehemaligen Dreiseithofes wurde in der zweiten Hälfte des 19. Jahrhunderts erbaut. Das ebenso wie die anderen Gebäude der Hofanlage massiv errichtete, traufständige Wohnstallhaus mit Satteldach ist ein zweigeschossiger Bau von fünf Achsen mit einem mittigen Portal mit Bedachung, dessen Fassade durch Putzgliederungen strukturiert wird. Die mit Sandstein eingefassten, hohen Fenster des auf einem Hakengrundriss erbauten Wohnstallhauses finden sich auch in der Fassade des giebelständigen Seitengebäudes wieder, dessen obere zwei Fenster von Bedachungen bekrönt werden. Als bauzeitlich authentischer Dreiseithof der zweiten Hälfte des neunzehnten Jahrhunderts bildet die Hofanlage einen Strukturbestandteil der Ortskernbebauung und ist aus diesem Grunde baugeschichtlich und sozialgeschichtlich von Bedeutung. | 09267314 |
|                                         | Ehemalige Schmiede, heute Wohnhaus | Lindenstraße 29 (Karte)           | Bezeichnet mit 1753                                                                                                   | Das in Ecklage stehende Wohnhaus wurde 1753 erbaut und ist eine ehemalige Schmiede. Der zweigeschossige, massiv errichtete, schlichte Bau besitzt im Erdgeschoss ein Segmentbogenportal. Die traufseitige Hauptfassade hat vier Achsen. Das Gebäude ist einfach verputzt und besitzt keine weiteren Gliederungselemente. Das Satteldach trägt zur Straße hin zwei Giebelgaupen mit Satteldach. Die ehemalige Schmiede ist aufgrund ihrer markanten Ecklage und der historischen Funktion ein Strukturbestandteil der Ortskernbebauung und deshalb von ortsgeschichtlicher Bedeutung. | 09267307 |
| Weitere Bilder                          | Postmeilensäule | Markt (Karte)                     | Bezeichnet mit 1729                                                                                                   | Königlich-Sächsischer Meilenstein. Die Kursächsische Distanzsäule aus dem Jahr 1729, ursprünglich aus Cottaer Sandstein, ist fast vier Meter hoch, und befindet sich an dominanter Stelle auf dem Marktplatz, in der typischen Form als Obelisk auf hohem Sockel, mit Wappenstück, Inschriften sowie „AR“-Monogramm und Posthornzeichen. 1961 wurde aufgrund des Zustandes eine Kopie angefertigt. Die Säule war Teil der seit 1694 bestehenden Poststraße Leipzig-Wurzen-Strehla-Großenhain-Kamenz-Bautzen und ab 1734 der Poststraße Wittenberg-Dresden. Im Jahre 1722 begann man im Kurfürstentum Sachsen mit der Aufstellung der Kursächsischen Postmeilensäulen. Kurfürst Friedrich August I. wollte hierdurch ein zeitgemäßes Verkehrs- und Transportleitsystem im Kurfürstentum aufbauen, um Handel und Wirtschaft zu fördern. Er beauftragte mit Generalvollmacht Magister Adam Friedrich Zürner (1679–1742) mit der Durchführung. Das System der Postmeilensäulen umfasste Distanzsäulen, Viertelmeilensteine, Halb- und Ganzmeilensäulen. Die Distanzsäulen sollten in den Städten vor den Stadttoren, später nur auf den Marktplätzen aufgestellt werden. Entlang der Poststraßen wurden Viertelmeilensteine, Halb- und Ganzmeilensäulen aufgestellt. Sie erhielten eine fortlaufende Nummerierung (Reihennummer), beginnend vom Anfang der Vermessung. Die Ganzmeilensäulen wurden außerhalb der Städte an den Poststraßen im Abstand von 1 Meile (= 9,062 km) aufgestellt. Die Distanzsäulen waren mit dem Monogramm „AR“ für „Augustus Rex“, dem kursächsisch und polnisch-litauischen Doppelwappen sowie der polnischen Königskrone gekennzeichnet. Die Ganzmeilen-, Halbmeilensäulen und Viertelmeilensteine waren alle ähnlich beschriftet, alle trugen kein Wappen, aber das Monogramm „AR“. Die Entfernungsangaben erfolgten in Wegestunden (1 Stunde= ½ Postmeile = 4,531 km). Dieses Meilensystem war das erste europäische Verkehrsleitsystem. Der hier betrachteten Säule kommt als Teil des überregional bedeutenden Postwegesystems eine hohe verkehrsgeschichtliche Bedeutung zu. | 09267313 |
| Weitere Bilder                          | Marktplatz mit Pflasterung | Markt (Karte)                     | 18. Jahrhundert | Der Marktplatz von Strehla ist mit seiner originalen Pflasterung und den historischen Bauten neben dem Schloss das bedeutendste Ensemble der Stadt und bezeugt die Ortsentwicklung seit ihren frühen Anfängen. Strehla wurde 1002 zum ersten Mal urkundlich erwähnt. Der Name stammt vom altsorbischen strěla und bedeutet „Pfeil“ oder möglicherweise „Wasserarm“. Die Lage an der Elbe in der Nähe einer Furt und zugleich an der Hohen Straße (Alte Salzstraße) führte frühzeitig, vermutlich bereits im 10. Jahrhundert, zur Anlage einer Höhenburg, die, nur einen Pfeilschuss entfernt, den Elbübergang sicherte und die Ausgangspunkt der Siedlungsgründung war. Die erste urkundliche Erwähnung 1002 berichtet von der Zerstörung des Ortes durch den Polenherzog Boleslaw II. Bereits 1065 wird Strehla als Reichsstadt erwähnt und besitzt Ende des 11. Jahrhunderts eine eigene Münzstätte. 1228 gehen Burg, Stadt und Kirche in den Besitz des Stifts Naumburg über. 1384 gelangt die Burg als Lehen an die Herren von Pflugk und bleibt bis 1945 im Besitz der Familie Pflugk. Nach der Zerstörung von Burg und Stadt im Hussitenkrieg 1429 wird die Burg als Schloss im 15. bis 16. Jahrhundert neu aufgebaut und die ursprünglich annähernd rechteckig angelegte Stadt erhält ihre nordwestliche Erweiterung mit der Stadtkirche. Als gesellschaftlichem und wirtschaftlichem Mittelpunkt des Ortes und seiner historischen Entwicklung bis in die Neuzeit hinein kommt dem Markt eine zentrale stadtgeschichtliche und städtebauliche Bedeutung zu. | 09301502 |
| Weitere Bilder                          | Marktbrunnen mit drei Lindenbäumen (Gartendenkmale) | Markt (Karte)                     | Anfang 20. Jahrhundert                                                                                                | Der von drei Linden beschattete Brunnen des Marktplatzes wurde erstmals 1569 erwähnt. In seiner heutigen Gestalt wurde er Anfang des 20. Jahrhunderts eingefasst. Als zentraler Brunnen der Wasserversorgung der frühen Ansiedlung Strehlas ist der Marktbrunnen gleichsam der infrastrukturelle Kern der Ortsentwicklung. Strehla wurde 1002 zum ersten Mal urkundlich erwähnt. Der Name stammt vom altsorbischen strěla und bedeutet „Pfeil“ oder möglicherweise „Wasserarm“. Die Lage an der Elbe in der Nähe einer Furt und zugleich an der Hohen Straße (Alte Salzstraße) führte frühzeitig, vermutlich bereits im 10. Jahrhundert, zur Anlage einer Höhenburg, die, nur einen Pfeilschuss entfernt, den Elbübergang sicherte und die Ausgangspunkt der Siedlungsgründung war. Die erste urkundliche Erwähnung 1002 berichtet von der Zerstörung des Ortes durch den Polenherzog Boleslaw II. Bereits 1065 wird Strehla als Reichsstadt erwähnt und besitzt Ende des 11. Jahrhunderts eine eigene Münzstätte. 1228 gehen Burg, Stadt und Kirche in den Besitz des Stifts Naumburg über. 1384 gelangt die Burg als Lehen an die Herren von Pflugk und bleibt bis 1945 im Besitz der Familie Pflugk. Nach der Zerstörung von Burg und Stadt im Hussitenkrieg 1429 wird die Burg als Schloss im 15. bis 16. Jahrhundert neu aufgebaut und die ursprünglich annähernd rechteckig angelegte Stadt erhält ihre nordwestliche Erweiterung mit der Stadtkirche. Mit seinen solitär den zentralen Marktplatz als gesellschaftlichem und wirtschaftlichem Mittelpunkt des Ortes dominierenden Linden bezeugt der Marktbrunnen seit Jahrhunderten die Geschichte Strehlas und ist deshalb von großer ortsgeschichtlicher und platzbildprägender Bedeutung. | 09267312 |
| Weitere Bilder                          | Rathaus | Markt 1 (Karte)                   | Bezeichnet mit 1756                                                                                                   | Das in Ecklage markant am Marktplatz stehende Rathaus wurde 1756 erbaut. Nachdem das erste, 1597 erbaute steinerne Rathaus bei dem Stadtbrand im Dezember 1752 den Flammen zum Opfer fiel, wurde der heutige Bau innerhalb von vier Jahren errichtet. Das barocke Gebäude hat eine zweigeschossige Hauptfassade von sieben Achsen mit Putzgliederung und einem einachsigen Mittelrisalit, der ein wappenverziertes Mittelfeld besitzt und mit einem Segmentbogengiebel abschließt. Das Mansardwalmdach wird von sechs Gaupen im unteren Segment und Fledermausgaupen im oberen Segment gegliedert. Abschließend krönt ein zentraler, hoher Dachreiter die Ansicht. Rückseitig bildet der Bau einen rechteckigen Hof mit den angrenzenden Rückgebäuden des benachbarten Gebäudes Nummer 2. An der Fassade findet sich die Inschrift „Favente Deo O. M./et/Friderico Augusto Reg. Pol. et Elect. Sax./Clementissime annuente/auspiciis dynastarum/Dam. Sidism. Pflugh et Otton. Ferdin. Pflugh/ aedificium hoc in Usus publicas ex cinere restitutum est/ A. R. S. MDCCLVI“. Aufgrund seiner authentischen bauzeitlichen Präsenz, seiner für den Ort bedeutenden Funktion und der bestimmenden Lage am zentralen Markt ist das Rathaus baugeschichtlich, ortsgeschichtlich und platzbildprägend von großer Bedeutung. | 09267270 |
|                                         | Wohnhaus in geschlossener Bebauung, mit zwei Hinterhäusern | Markt 2 (Karte)                   | 2. Hälfte 18. Jahrhundert                                                                                             | Das traufständige, in geschlossener Bebauung stehende Wohnhaus wurde in der zweiten Hälfte des 18. Jahrhunderts erbaut. Der zweigeschossige Massivbau mit Satteldach besitzt im Erdgeschoss rechts einen modernen Ladeneinbau mit kleiner Freitreppe zum Ladeneingang. Original ist die links befindliche große Tordurchfahrt mit segmentbogenförmigem Abschluss. Die achtachsige Fassade ist einfach verputzt und besitzt keine weiteren nennenswerten Gliederungselemente. Das Dach wird von fünf schönen Dachhäuschen bestimmt. Aufgrund der bauzeitlich authentischen Bauform und Struktur und der Einbindung in das stadtbildprägende Ensemble des Marktplatzes ist das Gebäude baugeschichtlich und städtebaulich von Bedeutung. | 09267306 |
|                                         | Wohnhaus in Ecklage, mit Treppe und Heiste vor dem Wohnhaus, mit zwei Hinterhäusern und Mauer zur Goldgasse | Markt 3 (Karte)                   | 2. Hälfte 18. Jahrhundert                                                                                             | Das in halboffener Bebauung in Ecklage stehende, zum Markt hin traufständige Wohnhaus mit zwei Hinterhäusern und Mauer zur Goldgasse wurde in der zweiten Hälfte des 18. Jahrhunderts erbaut. Der zweigeschossige Bau trägt ein steiles Krüppelwalmdach, in dessen unterem Abschnitt sich zwei schöne Giebelgaupen mit markant auskragenden Satteldächern befinden. Vor dem Wohnhaus befinden sich eine Treppe und eine Heiste, die zu einem Segmentbogenportal führen. Die Fassade besitzt fünf Achsen und ist schlicht verputzt. Die Fenster haben betonte, aber einfache Einfassungen. Aufgrund der bauzeitlich authentischen Bauform und Struktur und der Einbindung in das stadtbildprägende Ensemble des Marktplatzes ist das Gebäude baugeschichtlich und städtebaulich von Bedeutung. | 09267305 |
|                                         | Wohnhaus (mit Freitreppe) in offener Bebauung und seitlichem Torbogen | Markt 4 (Karte)                   | 2. Hälfte 18. Jahrhundert                                                                                             | Das traufständige, in offener Bebauung stehende Wohnhaus mit seitlichem Torbogen wurde in der zweiten Hälfte des 18. Jahrhunderts erbaut. Der massiv errichtete, zweigeschossige Bau besitzt wie das benachbarte Gebäude Nummer 5 einen freistehenden, doppelläufigen Treppenaufgang. Dieser führt zu einem schönen, mit Sandstein eingefassten Segmentbogenportal mit Kartusche. Das Krüppelwalmdach des sechsachsigen Wohnhauses wird von vier markanten Dachhäuschen besetzt. Aufgrund seines bauzeitlichen Zeugniswertes als ortsprägender, charakteristischer Wohnbau seiner Zeit, seiner Authentizität und der Einbindung in das bedeutende Ensemble des Marktplatzes ist das Gebäude baugeschichtlich und platzbildprägend von Bedeutung. | 09267304 |
|                                         | Wohnhaus (mit Freitreppe) in offener Bebauung, Hinterhaus und seitlichem Torbogen | Markt 5 (Karte)                   | 18. Jahrhundert | Einfacher Putzbau mit aufwändigem Segmentbogenportal und Freitreppe, baugeschichtlich und platzbildprägend von Bedeutung. Treppenaufgang, zwei barocke Kartuschen über dem Sandstein-Türstock, Walmdach, mit späterem Ladeneinbau (Zoohandlung), im Hof teilweise originales Katzenkopfpflaster | 09267303 |
| Weitere Bilder                          | Gasthof „Goldener Stern“ in Ecklage, mit Seitenflügel, Mauer und Torbogen zur Hauptstraße | Markt 6 (Karte)                   | 18. Jahrhundert | Der in Ecklage stehende, zweigeschossige Gasthof mit einem Seitenflügel sowie Mauer und Torbogen wurde im 18. Jahrhundert erbaut. Der stattliche Barockbau trägt ein markantes, hohes Mansarddach und besitzt rechts eine große Tordurchfahrt mit segmentbogenförmigem Abschluss. Die Hauptfassade von neun Achsen ist einfach verputzt. Der Gasthof geht historisch auf frühere Bauten an dieser Stelle zurück, die in der Substanz nicht mehr präzise nachvollziehbar sind. 956 bis 1200 stand an gleicher Stelle ein Salzbank-Lagerhaus, das als Station der alten Salzstraße diente, die vom Westen Europas über Leipzig und Kiew nach Indien führte. Von 1200 bis 1565 war das ehemalige Gebäude Herberge und Ausspanne, Nach dem Stadtbrand 1752 erfolgte der Wiederaufbau als Herberge und Gaststätte, die mit Braurechten ausgestattet war. Vermutlich gehört das benachbarte Gebäude Nummer 7 zum ursprünglichen Komplex dazu. Aufgrund der Historie und seines bauzeitlichen Zeugniswertes als ortsprägende, historische Herberge und Gaststätte, der prägnanten Authentizität des stattlichen Baukörpers sowie seiner Einbindung in das bedeutende Ensemble des Marktplatzes ist der Gasthof baugeschichtlich, ortsgeschichtlich und platzbildprägend von nennenswerter Bedeutung. | 09267302 |
|                                         | Wohnhaus in offener Bebauung, mit Seitenflügel zum Hof | Markt 7 (Karte)                   | 18. Jahrhundert | Das in offener Bebauung stehende, zweigeschossige Wohnhaus mit einem Seitenflügel zum Hof wurde im 18. Jahrhundert erbaut und gehört vermutlich zu dem Gasthof-Komplex Nummer 6. Der schlichte, geschlossen wirkende Barockbau trägt ein markantes, hohes Mansarddach. Die Hauptfassade von sechs Achsen hat ein flach abschließendes Eingangsportal mit Sandstein-Türstock und ist ansonsten ohne nennenswerte Gliederungselemente. Portal und Fenster haben einfache Einfassungen. Aufgrund seines bauzeitlichen Zeugniswertes als authentisch erhaltenes, barockes Wohnhaus und seiner Einbindung in das bedeutende Ensemble des Marktplatzes ist das Gebäude baugeschichtlich und platzbildprägend von nennenswerter Bedeutung. | 09267301 |
| Weitere Bilder                          | Wohnhaus (ehemalige Apotheke) in Ecklage, mit Hinterhaus, großem Apothekergarten und Einfriedungsmauer zur Badergasse und zur Lindenstraße (Bismarck-Haus) | Markt 8 (Karte)                   | 18. Jahrhundert | Das in Ecklage stehende Wohnhaus wurde im 18. Jahrhundert erbaut und war ehemals eine Apotheke mit einem noch heute erhaltenen, mit zahlreichen Giebelgaupen versehenen Fachwerkhinterhaus sowie einem großen Apothekergarten mit Einfriedung zur Badergasse und zur Lindenstraße. Der zweigeschossige Barockbau trägt ein Mansarddach, das im unteren Abschnitt mit Giebelgaupen besetzt ist und im oberen Abschnitt Fledermausgaupen zur Belichtung des Dachbodens besitzt. Die marktseitige Fassade von fünf Achsen ist von Sandstein in Sockel, Gebäudeecken und Traufgesims gerahmt. Auch die Fenster, im Erdgeschoss mit Fensterläden versehen, haben Sandsteingewände. Das schöne Hauptportal ist von einem Wappen und einer Bedachung bekrönt. Eine Inschrift lautet: „1. Privileg der Apotheke 2. April 1688“ und verweist auf einen früheren Bau. Aufgrund ihrer historisch bezeugten Funktion, ihres bauzeitlichen Zeugniswertes als authentisch erhaltenes, barockes Gebäude mit zugehörigem Nebengebäude und Garten sowie ihrer markanten Einbindung in das bedeutende Ensemble des Marktplatzes ist die ehemalige Apotheke in nennenswerter Weise baugeschichtlich, ortsgeschichtlich und platzbildprägend von Bedeutung. | 09267300 |
|                                         | Wohnhaus in geschlossener Bebauung | Markt 9 (Karte)                   | 2. Hälfte 18. Jahrhundert                                                                                             | Das in geschlossener Bebauung stehende, traufständige Wohnhaus wurde in der zweiten Hälfte des 18. Jahrhunderts erbaut. Der zweigeschossige Bau ist massiv errichtet und trägt ein steiles Satteldach. Neben dem schlichten Portal wird das Erdgeschoss von einem Ladeneinbau eingenommen, der aus späterer Zeit stammt. Die Fassade von vier Achsen ist glatt verputzt und ohne nennenswerte Gliederungselemente. Die gerade abschließenden Fenster haben einfache Einfassungen. Aufgrund seines bauzeitlichen Zeugniswertes als authentisch erhaltenes, barockes Wohnhaus und der Einbindung in das historisch bedeutende Ensemble des Marktplatzes ist das Gebäude baugeschichtlich von Bedeutung. | 09267299 |
|                                         | Wohnhaus in geschlossener Bebauung | Markt 10 (Karte)                  | 2. Hälfte 18. Jahrhundert                                                                                             | Das in geschlossener Bebauung stehende, zweigeschossige Wohnhaus wurde in der zweiten Hälfte des 18. Jahrhunderts erbaut. Der traufständige Bau ist massiv errichtet und trägt ein Mansarddach, das von drei Dachhäuschen besetzt ist. Neben dem gerade abschließenden Portal, das über eine Freitreppe zugänglich ist, wird das Erdgeschoss rechts von einem Ladeneinbau eingenommen, der aus späterer Zeit stammt. Die Fassade von fünf Achsen ist glatt verputzt und ohne nennenswerte Gliederungselemente. Die gerade abschließenden Fenster haben einfache Einfassungen. Aufgrund seines bauzeitlichen Zeugniswertes als authentisch erhaltenes, barockes Wohnhaus und der Einbindung in das historisch bedeutende Ensemble des Marktplatzes ist das Gebäude baugeschichtlich von Bedeutung. | 09267298 |
|                                         | Wohnhaus in geschlossener Bebauung | Markt 11 (Karte)                  | 2. Hälfte 18. Jahrhundert                                                                                             | Schlichter Putzbau mit Tordurchfahrt, baugeschichtlich von Bedeutung. Das traufständige, in geschlossener Bebauung stehende Wohnhaus wurde in der zweiten Hälfte des 18. Jahrhunderts erbaut. Der zweigeschossige Bau ist massiv errichtet und trägt ein Mansarddach, das von drei Dachhäuschen besetzt ist. Das Erdgeschoss wird rechts von einer großen Tordurchfahrt bestimmt, die einen segmentbogenförmigen Abschluss mit Schlussstein hat. Die Fassade von fünf Achsen ist glatt verputzt und ohne nennenswerte Gliederungselemente. Die gerade abschließenden Fenster haben einfache Einfassungen. Aufgrund seines bauzeitlichen Zeugniswertes als authentisch erhaltenes, barockes Wohnhaus und der Einbindung in das historisch bedeutende Ensemble des Marktplatzes ist das Gebäude baugeschichtlich von Bedeutung. | 09267297 |
|                                         | Wohnhaus in geschlossener Bebauung und Hinterhaus | Markt 12 (Karte)                  | 2. Hälfte 18. Jahrhundert                                                                                             | Das in geschlossener Bebauung stehende, traufständige Wohnhaus mit Hinterhaus wurde in der zweiten Hälfte des 18. Jahrhunderts erbaut. Der zweigeschossige Bau ist massiv errichtet und trägt ein Mansarddach, das von drei Dachhäuschen besetzt ist. Das Erdgeschoss wird rechts von einem schönen, historistischen Ladeneinbau eingenommen, der aus dem Ende des 19. Jahrhunderts stammt. Die Fassade von fünf Achsen ist glatt verputzt und wird von einem Gurtgesims horizontal gegliedert. Die gerade abschließenden Fenster haben einfache Einfassungen. Aufgrund seines bauzeitlichen Zeugniswertes als authentisch erhaltenes, barockes Gebäude und der Einbindung in das historisch bedeutende Ensemble des Marktplatzes ist das Wohn- und Geschäftshaus baugeschichtlich von Bedeutung. | 09267296 |
|                                         | Wohnhaus in Ecklage | Markt 13 (Karte)                  | 2. Hälfte 18. Jahrhundert                                                                                             | Das in Ecklage stehende, zweigeschossige Wohnhaus wurde in der zweiten Hälfte des 18. Jahrhunderts erbaut. Der massiv errichtete Bau trägt ein steiles Krüppelwalmdach, das von drei Dachhäuschen mit auskragenden Satteldächern besetzt ist. Das Eingangsportal ist über eine Freitreppe zugänglich und besitzt, ebenso wie das Fenster links daneben, einen segmentbogenförmigen Abschluss. Die Gebäudeecke wird von einem Ladeneinbau eingenommen, der aus späterer Zeit stammt und dessen Zugang abgeschrägt ist. Die Hauptfassade von vier Achsen ist glatt verputzt und ohne nennenswerte Gliederungselemente. Die übrigen, gerade abschließenden Fenster haben einfache Einfassungen. Aufgrund seines bauzeitlichen Zeugniswertes als authentisch erhaltenes, barockes Wohnhaus, der markanten Ecklage und der Einbindung in das historisch bedeutende Ensemble des Marktplatzes ist das Gebäude baugeschichtlich und platzbildprägend von Bedeutung. | 09267295 |
|                                         | Wohnhaus (ehemaliges Gasthaus „Zum Schwan“) in geschlossener Bebauung | Markt 14 (Karte)                  | 2. Hälfte 18. Jahrhundert                                                                                             | Das in geschlossener Bebauung stehende, traufständige Wohnhaus wurde in der zweiten Hälfte des 18. Jahrhunderts erbaut und war ehemals das Gasthaus „Zum Schwan“. Der zweigeschossige Bau ist massiv errichtet und trägt ein modernisiertes Satteldach, das von fünf Dachhäuschen besetzt ist. Das Erdgeschoss besitzt links eine Tordurchfahrt mit segmentbogenförmigem Abschluss. Darüber befindet sich ein Schwan-Relief. Rechts neben der Tordurchfahrt nimmt ein großes Portal mit drei daneben liegenden, hochrechteckigen Fenstern die Ansicht ein, die aus späterer Zeit stammen. Die Fassade ist glatt verputzt und ohne nennenswerte Gliederungselemente. Die gerade abschließenden Fenster haben einfache Einfassungen. Aufgrund seiner Historie, des bauzeitlichen Zeugniswertes als authentisches, barockes Gebäude und der Einbindung in das historisch bedeutende Ensemble des Marktplatzes ist das ehemalige Gasthaus baugeschichtlich und ortsgeschichtlich von Bedeutung. | 09267292 |
|                                         | Wohnhaus in geschlossener Bebauung | Markt 15 (Karte)                  | Bezeichnet mit 1753                                                                                                   | Das traufständig in geschlossener Bebauung stehende Wohnhaus wurde 1753 erbaut. Der zweigeschossige Bau ist massiv errichtet und trägt ein Satteldach, das von zwei Giebelgaupen besetzt ist. Das Erdgeschoss besitzt links eine Tordurchfahrt mit korbbogenförmigem Abschluss. Das mittige Eingangsportal hat einen segmentbogenförmigen Abschluss und ist über eine vorgebaute Treppe erreichbar. Die schöne, original erhaltene Tür stammt aus dem Ende des 19. Jahrhunderts. Die Fassade von fünf Achsen ist glatt verputzt und ohne nennenswerte Gliederungselemente. Die gerade abschließenden Fenster haben einfache Einfassungen. Aufgrund des bauzeitlichen Zeugniswertes als authentisches, barockes Gebäude und der Einbindung in das historisch bedeutende Ensemble des Marktplatzes ist das Wohnhaus baugeschichtlich von Bedeutung. | 09267291 |
|                                         | Wohnhaus in geschlossener Bebauung | Markt 16 (Karte)                  | Bezeichnet mit 1771                                                                                                   | Das in geschlossener Bebauung stehende, zweigeschossige Wohnhaus wurde 1771 erbaut. Der massiv errichtete, traufständige Bau besitzt eine zentrale, große Tordurchfahrt mit einem segmentbogenförmigen Abschluss und Kartusche. Die ursprünglich schlichte Putzfassade von sieben Achsen wurde vermutlich im ausgehenden 19. Jahrhundert überformt und mit Putzgliederungen und Nutungen sowie Fensterläden markant umgestaltet. Das Satteldach trägt heute sieben Giebelgaupen oberhalb der Achsen. Aufgrund des bauzeitlichen Zeugniswertes als authentisches, barockes Gebäude mit einer Putzgliederung aus dem späten 19. Jahrhundert und der Einbindung in das historisch bedeutende Ensemble des Marktplatzes ist das Wohnhaus baugeschichtlich von Bedeutung. | 09267290 |
|                                         | Wohnhaus in geschlossener Bebauung | Oschatzer Straße 2 (Karte)        | 2. Hälfte 18. Jahrhundert                                                                                             | Das in geschlossener Bebauung stehende, zweigeschossige Wohnhaus wurde in der zweiten Hälfte des 18. Jahrhunderts erbaut. Der massiv errichtete, traufständige Bau trägt ein Satteldach und besitzt ein schönes, barockes Eingangsportal mit einem segmentbogenförmigen Abschluss und Kartusche. Ein Ladeneinbau rechts mit großem, segmentbogenförmigem Fenster stammt aus späterer Zeit. Die Fassade von vier Achsen ist glatt verputzt und ohne nennenswerte Gliederungselemente. Die gerade abschließenden Fenster beider Geschosse haben einfache Einfassungen. Aufgrund des bauzeitlichen Zeugniswertes als authentisches, barockes Gebäude und der Einbindung in das historisch bedeutende Ensemble des Marktplatzes ist das Wohnhaus baugeschichtlich von Bedeutung. | 09267293 |
|                                         | Wohnhaus in halboffener Bebauung mit Seitenflügel zum Hof | Oschatzer Straße 6 (Karte)        | 2. Hälfte 18. Jahrhundert                                                                                             | Das traufständige in halboffener Bebauung stehende Wohnhaus mit einem Seitenflügel zum Hof wurde in der zweiten Hälfte des 18. Jahrhunderts erbaut. 1895 wurde das Gebäude vermutlich renoviert. Hierauf verweist eine Tafel mit der Inschrift „P. Kirste 1895“. Der massiv errichtete, langgestreckte Bau trägt ein Krüppelwalmdach, das vier Giebelgaupen trägt. Die schlicht verputzte Fassade von neun Achsen weist keine nennenswerten Gliederungselemente auf und besitzt ein einfaches Eingangsportal. Die gerade abschließenden Fenster sind ebenso einfach eingefasst. Aufgrund des bauzeitlichen Zeugniswertes als authentisches, barockes Wohnhaus und der für die Ortsentwicklung markanten, unmittelbaren Anbindung an das historisch bedeutende Ensemble des Marktplatzes ist das Gebäude baugeschichtlich von Bedeutung. | 09267311 |
|                                         | Wohnhaus in halboffener Bebauung mit Seitenflügel im Hof | Oschatzer Straße 8 (Karte)        | Bezeichnet mit 1754                                                                                                   | Das in halboffener Bebauung stehende, traufständige Wohnhaus mit einem Seitenflügel zum Hof wurde 1754 erbaut. Der zweigeschossige, massiv errichtete Bau trägt ein Krüppelwalmdach und besitzt eine Hauptfassade von sieben Achsen. Die Ansicht wird von einer Putzgliederung bestimmt, die aus Ecklisenen besteht sowie einem traufseitigen Gurtgesims, das das Gebäude horizontal gliedert. Das Eingangsportal hat einen segmentbogenförmigen Abschluss. Aufgrund des bauzeitlichen Zeugniswertes als authentisches, barockes Wohnhaus und der für die Ortsentwicklung markanten, unmittelbaren Anbindung an das historisch bedeutende Ensemble des Marktplatzes ist das Gebäude baugeschichtlich von Bedeutung. | 09267310 |
|                                         | Wohnhaus in offener Bebauung, Wirtschaftsgebäude, Torpfeiler und Mauereinfriedung des Hofes | Oschatzer Straße 10 (Karte)       | 2. Hälfte 19. Jahrhundert                                                                                             | Das traufständige, in offener Bebauung stehende, zweigeschossige Wohnhaus mit einem Wirtschaftsgebäude und einer Mauereinfriedung mit Torpfeilern wurde in der zweiten Hälfte des 19. Jahrhunderts erbaut. Das zur Oschatzer Straße hin traufständige Gebäude besitzt vier Achsen und trägt, ebenso wie das Wirtschaftsgebäude ein Satteldach. Die Fassade ist schlicht verputzt und ohne nennenswerte Gliederungselemente. Die gerade abschließenden Fenster beider Geschosse sind einfach eingefasst. Im Giebel schließen zwei Rundbogenfenster die Ansicht ab. Aufgrund des bauzeitlichen Zeugniswertes als kleine, authentisch erhaltene, innerstädtische Hofanlage der zweiten Hälfte des 19. Jahrhunderts und der für die Ortsentwicklung markanten, unmittelbaren Anbindung an das barocke Ensemble des Marktplatzes ist das Gebäude baugeschichtlich von Bedeutung. | 09267309 |
|                                         | Wohnhaus in Ecklage, mit Anbau | Oschatzer Straße 12 (Karte)       | Ende 18. Jahrhundert                                                                                                  | Das in Ecklage stehende, zweigeschossige Wohnhaus mit Anbau wurde Ende des 18. Jahrhunderts erbaut. Der massiv errichtete, zur Oschatzer Straße hin traufständige Putzbau trägt ein Satteldach. Erdgeschoss und Obergeschoss werden hier durch ein Gurtgesims getrennt. Auf der Giebelseite schließt ein Gurtgesims die Ansicht zum Giebel hin ab, der zwei kleine, durch eine lange Sohlbank verbundene Fenster besitzt. Die Gebäudeecken werden durch weitere Putzungen betont. Aufgrund des bauzeitlichen Zeugniswertes als authentischer, innerstädtischer Wohnbau aus dem Ende des 18. Jahrhunderts und der für die Ortsentwicklung markanten, unmittelbaren stadträumlichen Beziehung zum barocken Ensemble des Marktplatzes ist das Gebäude baugeschichtlich von Bedeutung. | 09267308 |
| Weitere Bilder                          | Evangelische Stadtkirche und Kirchhof Strehla (Sachgesamtheit) | Pfarrweg (Karte)                  | 15.–19. Jahrhundert                                                                                                   | Sachgesamtheit Evangelische Stadtkirche und Kirchhof Strehla, mit folgenden Einzeldenkmalen: Kirche, 22 Grabmale, eine Grabanlage, ein Kriegerdenkmal für die Gefallenen des deutsch-französischen Krieges und eins für die Gefallenen des Ersten Weltkrieges auf dem Kirchhof sowie Leichenhalle auf der Friedhofserweiterung (09267268) dazu Fläche und Einfriedung von Kirchhof und Friedhofserweiterung als Sachgesamtheitsteile; reich ausgestattete Saalkirche mit eingezogenem Chor, im spätgotischen Stil, Turm mit barocker Haube, baugeschichtlich, künstlerisch und ortsgeschichtlich von Bedeutung | 09302378 |
| Weitere Bilder                          | Kirche (mit Ausstattung), Leichenhalle auf der Friedhofserweiterung, 22 Grabmale, eine Grabanlage, Denkmal für die Gefallenen des deutsch-französischen Krieges und Kriegerdenkmal für die Gefallenen des Ersten Weltkrieges auf dem Kirchhof (Einzeldenkmale der Sachgesamtheit 09302378) | Pfarrweg (Karte)                  | 15.–16. Jahrhundert (Kirche); 15.–17. Jahrhundert (Grabmal); bezeichnet mit 1565 (Kanzel); 1605 (Altar); 1909 (Orgel) | Einzeldenkmale der Sachgesamtheit Evangelische Stadtkirche und Kirchhof Strehla; reich ausgestattete Saalkirche mit eingezogenem Chor im spätgotischen Stil, Turm mit barocker Haube, baugeschichtlich, künstlerisch und ortsgeschichtlich von Bedeutung | 09267268 |
| Direkt Bild zu diesem Denkmal hochladen | Wohnhaus in halboffener Bebauung | Pfarrweg 2 (Karte)                | 1. Hälfte 19. Jahrhundert                                                                                             | Das traufständige, in halboffener Bebauung stehende, zweigeschossige Wohnhaus wurde in der ersten Hälfte des 19. Jahrhunderts erbaut. Der schlichte, massiv errichtete Putzbau trägt ein Satteldach besitzt eine Fassade ohne nennenswerte Gliederungselemente. Das ebenso wie die Fenster beider Geschosse gerade abschließende Eingangsportal ist über eine kleine, zweistufige Treppe zugänglich. Aufgrund des bauzeitlichen Zeugniswertes als authentischer, innerstädtischer Wohnbau aus der ersten Hälfte des 19. Jahrhunderts und als Teil der für die Ortsentwicklung wichtigen, in unmittelbarer, stadträumlicher Beziehung zur Stadtkirche stehenden Siedlungsentwicklung ist das Gebäude baugeschichtlich von Bedeutung. | 09267371 |
|                                         | Pfarrhaus (mit Gemeindesaal-Anbau), ein weiteres Wohnhaus und Scheune des Pfarrhofes sowie umlaufende Einfriedungsmauer | Pfarrweg 3 (Karte)                | 18. Jahrhundert | Das in offener Bebauung stehende, zweigeschossige Pfarrhaus mit einem eingeschossigen Gemeindesaal-Anbau, einem weiteren Wohnhaus und Scheune sowie einer umlaufenden Einfriedungsmauer aus Bruchstein wurde im 18. Jahrhundert erbaut. Das Pfarrhaus ist wie die anderen Gebäude massiv erbaut und zeigt sich als ein repräsentativer Barockbau, der ein Mansarddach trägt, das in der unteren Zone zur Hauptfassade hin sechs Dachgaupen trägt. Darüber befinden sich zwei langgezogene Fledermausgaupen. Die Putzfassade wird durch Sandsteingliederungen geordnet. Gurtbänder trennen die Geschosse und betonen die sandsteingefassten Fenster und das barock eingefasste Portal mit Kartusche. Dem Pfarrhof kommt aufgrund seines bauzeitlichen Zeugniswertes als weitgehend authentisch erhaltene, innerstädtische, barocke Hofanlage nennenswerte baugeschichtliche Bedeutung zu. | 09267372 |
| Direkt Bild zu diesem Denkmal hochladen | Wohnhaus in offener Bebauung | Pfarrweg 4 (Karte)                | Um 1800 | Das in offener Bebauung stehende, zweigeschossige Wohnhaus wurde um 1800 erbaut und war möglicherweise die ehemalige Kirchschule. Das Gebäude ist massiv errichtet und trägt ein Krüppelwalmdach. Die traufseitig sechsachsige Fassade ist einfach verputzt und ohne nennenswerte Gliederungselemente. Aufgrund des bauzeitlichen Zeugniswertes als einfacher, aber authentischer, innerstädtischer Wohnbau aus der Zeit um 1800 und seiner Lage direkt am Kirchhof und der Stadtkirche, die für die Ortsentwicklung seit dem 16. Jahrhundert von zentraler Bedeutung ist, hat das Gebäude baugeschichtliche Bedeutung. | 09267373 |
| Direkt Bild zu diesem Denkmal hochladen | Altenpflegeheim | Reinhold-Kirsten-Straße 9 (Karte) | Anfang 20. Jahrhundert                                                                                                | Das traufständige, in offener Bebauung stehende Gebäude wurde Anfang des 20. Jahrhunderts erbaut und war ehemals das Pflegeheim „Otto Buchwitz“. Heute beherbergt es ein Altenpflegeheim der Sozialen Dienste Strehla. Der zweigeschossige, mächtige Bau mit einem hohen Souterrain besitzt eine fünfzehnachsige Hauptansicht mit einem repräsentativen, aufwändig dekorierten und von einem profilierten Segmentbogengiebelgesims mit seitlichen Kugeln aus Sandstein bedachten Eingangsportal und davor liegender, hoher Treppe. Die Fenster sind durchgängig aufwändig profiliert und haben im zweiten Obergeschoss darunterliegende Spiegel mit Dekor. Die Fenster des Hochparterre schließen umlaufend segmentbogenförmig ab, die großen Fenster der Hauptansicht korbbogenförmig. Der von späthistoristischer Formgebung geprägte Bau trägt ein Krüppelwalmdach, dessen Giebel mit Fachwerk ausgestattet sind. In gleicher Weise zeigt sich das zentral über dem Portal befindliche, große Zwerchhaus, das beidseitig von zwei Giebelgaupen flankiert wird. Aufgrund seiner detailreichen und authentischen Formensprache und des bauzeitlichen Aussagewertes als Heimbau aus dem Anfang des 20. Jahrhunderts sowie seiner örtlichen Funktion und Bedeutung ist das Gebäude baugeschichtlich und ortsgeschichtlich von Bedeutung. | 09267433 |
|                                         | Wohnhaus in offener Bebauung | Riesaer Straße 5 (Karte)          | Kern um 1800 | Das traufständig in offener Bebauung stehende Wohnhaus wurde im Kern um 1800 erbaut. Der stattliche, massiv errichtete, zweigeschossige Bau trägt ein Mansardwalmdach und besitzt eine schlichte, straßenseitig fünfachsige Fassade ohne nennenswerte Gliederungselemente. Einfassungen, Fenster und Türen sind nicht mehr original erhalten. Trotz seiner einfachen, von Überbauungen geprägten, heutigen Gestalt besitzt das Gebäude Zeugniswert als ein bauzeitlich exemplarischer Wohnbau um 1800 und ist aus diesem Grunde baugeschichtlich von Bedeutung. | 09299828 |
|                                         | Ehemaliges Zollhaus | Riesaer Straße 10 (Karte)         | 1829 | Das traufständige, in offener Bebauung stehende Alte Zollhaus wurde 1829 erbaut. Als ehemaliges Zollbeamtenwohnhaus spiegelt es auf prägnante Weise die große handelsgeschichtliche Bedeutung der Lage Strehlas an der alten Salzstraße. Der langgezogene, repräsentative, zweigeschossige Bau mit Anklängen des Klassizismus ist massiv errichtet und trägt ein Walmdach, das markant auskragt. Die Fassade ist einfach verputzt und besitzt zur Hauptansicht hin dreizehn Achsen. Erdgeschoss und Obergeschoss werden markant durch ein kräftiges Gurtgesims und darüber ein schmaleres Sohlbankgesims bestimmt, die den Baukörper auf bemerkenswerte Weise gliedern und der Massivität durch die Betonung der horizontalen Leichtigkeit geben. Als authentisches, bauliches Zeugnis der Handelsstadt Strehla kommt dem Alten Zollhaus besondere wirtschafts- und handelsgeschichtliche Bedeutung zu. | 09267180 |
| Direkt Bild zu diesem Denkmal hochladen | Vier Stadtscheunen | Scheunenberg (Karte)              | 19. Jahrhundert | Die vier Stadtscheunen (2 und 2 versetzt) wurden im 19. Jahrhundert errichtet und weisen, bis auf die vorderste, zur Oschatzer Straße hin stehende, mit Fachwerkresten versehene Scheune, Bruchstein-Ziegel-Mischmauerwerk auf. Die vier Scheunen sind wichtiges Zeugnis der von Ackerbürgern, also Stadtbauern mitgeprägten Ortsentwicklung von Strehla. Ackerbürger stellten seit dem Mittelalter innerhalb der städtischen Sozialstruktur eine Sondergruppe dar. Ein Ackerbürger war keinem der typisch städtischen Erwerbsstände zuzuordnen. Er war ein Bauer mit Bürgereigenschaft und bewirtschaftete seine Ländereien innerhalb der städtischen Feldmark, die durch ergänzende Pachtung von landwirtschaftlicher Nutzfläche anderer Bürger hinreichend große Wirtschaftseinheiten ergaben. Ackerbürger gab es gleichermaßen in größeren wie kleineren Städten. Aufgrund der Wirtschafts- und Sozialhistorie des Ackerbürgertums in Strehla sind die vier Scheunen des Scheunenbergs von wichtiger ortsgeschichtlicher Bedeutung. | 09299830 |
| Weitere Bilder                          | Schloss und Schlosspark Strehla (Sachgesamtheit) | Schloßplatz 1 (Karte)             | 16. Jahrhundert | Sachgesamtheit Schloss und Schlosspark Strehla mit folgenden Einzeldenkmalen: annähernd quadratischem Schloss (Hinterem Schloss) mit Schildmauer zwischen Nordwestturm und ruinösem Westflügel (Rittersaal), bedeutsame Wand- und Deckenmalereien in der sogenannten Trinkstube des Südwestturms, der Vorburg mit ihren Gebäudeteilen: südwestlichem Bau, viertelkreisförmiger Bastion und Torhaus, dem Gewächshaus/der Orangerie, der Ruine eines an die Orangerie angebauten, eingeschossigen Baus, dem Mausoleum der Familie von Pflugk, einem Nebengebäude (Wächterhaus) sowie den Einfriedungsmauern oder Stützmauern innerhalb der Anlage und als äußere Parkbegrenzungsmauer (09267269) sowie Schlossgarten vor dem Schloss und Schlosspark mit Teich hinter dem Schloss (Gartendenkmal); bemerkenswerte Renaissance-Schlossanlage mit großer baugeschichtlicher, künstlerischer und landschaftsgestalterischer Bedeutung, Renaissanceschlossgarten vor dem Schloss | 09302380 |
| Weitere Bilder                          | Annähernd quadratisches Schloss (Hinteres Schloss) mit Schildmauer zwischen Nordwestturm und ruinösem Westflügel (Rittersaal), bedeutsame Wand- und Deckenmalereien in der sogenannten Trinkstube des Südwestturms, Vorburg mit ihren Gebäudeteilen: südwestlichem Bau, viertelkreisförmiger Bastion und Torhaus, Gewächshaus/ Orangerie, Ruine eines an die Orangerie angebauten, eingeschossigen Baus, Mausoleum der Familie von Pflugk, Nebengebäude (Wächterhaus) sowie Einfriedungsmauern oder Stützmauern innerhalb der Anlage und als äußere Parkbegrenzungsmauer (Einzeldenkmale der Sachgesamtheit 09302380) | Schloßplatz 1 (Karte)             | 15. und 16. Jahrhundert (Schloss); bezeichnet mit 1532 (Malerei); um 1560 (Torhaus); bezeichnet mit 1846 (Mausoleum)  | Einzeldenkmale der Sachgesamtheit Schloss und Schlosspark Strehla; bemerkenswertes Renaissanceschloss, baugeschichtlich und künstlerisch von Bedeutung, zudem singulär | 09267269 |
| Direkt Bild zu diesem Denkmal hochladen | Wohnhaus in offener Bebauung | Torgauer Straße 5 (Karte)         | Kern wohl 18. Jahrhundert                                                                                             | Das in offener Bebauung stehende, zweigeschossige Wohnhaus wurde im Kern im 18. Jahrhundert erbaut und in späterer Zeit überformt. Der hohe Putzbau trägt ein steiles Krüppelwalmdach mit mittigem Dachhäuschen mit Satteldach und ist im Erdgeschoss massiv erbaut. Das Obergeschoss ist in Fachwerkbauweise errichtet. Die Fassade ist schlicht verputzt und weist keine nennenswerten Gliederungselemente auf. Trotz der späteren baulichen Veränderungen hat das Wohnhaus bauzeitlichen Zeugniswert als für die Ortsentwicklung exemplarischer, weitgehend authentischer Bau des 18. Jahrhunderts und besitzt aus diesem Grunde baugeschichtliche und städtebauliche Bedeutung. | 09299834 |
| Direkt Bild zu diesem Denkmal hochladen | Mietshaus in halboffener Bebauung und in Ecklage | Torgauer Straße 7 (Karte)         | 1891 | Das in halboffener Bebauung und in Ecklage stehende Mietshaus wurde 1891 erbaut. Der zweigeschossige Bau mit abgeschrägter Ecke besitzt eine gut proportionierte, gründerzeitliche Putzfassade, die von Putznutungen, Spiegeln, die zum Teil rundförmig sind und mehreren Bändern durchgliedert ist, die dem Baukörper eine elegante und markante Erscheinung als Eckbau verleihen. Sockelgesims und Gurtgesimse ordnen die Ansicht umlaufend horizontal. Das Portal und das Eckfenster werden von profilierten Dreiecksgiebeln bekrönt, die aus dem Gurtgesims hervorgehen. Die Fenster beider Geschosse haben betonte Sohlbänke, die Fenster des Obergeschosses tragen zudem profilierte Bedachungen. Aufgrund der überzeugenden Gestaltung und des bauzeitlichen Aussagewertes als in markanter Ecklage stehendes, authentisches Mietshaus des ausgehenden 19. Jahrhunderts kommt dem Gebäude nennenswerte baugeschichtliche und straßenbildprägende Bedeutung zu. | 09267361 |
| Direkt Bild zu diesem Denkmal hochladen | Wohnhaus in geschlossener Bebauung | Torgauer Straße 11 (Karte)        | Kern 18. Jahrhundert                                                                                                  | Das in geschlossener Bebauung stehende, traufständige Wohnhaus stammt im Kern aus dem 18. Jahrhundert. Der zweigeschossige Putzbau trägt ein Satteldach und ist im Erdgeschoss massiv erbaut, Das Obergeschoss ist in Fachwerkbauweise errichtet, das verputzt wurde. Die schlichte Fassade von sechs Achsen ist glatt verputzt und weist keine nennenswerten Gliederungselemente auf. Das Eingangsportal schließt segmentbogenförmig ab. Trotz der späteren baulichen Eingriffe besitzt das Gebäude aufgrund des noch nachvollziehbaren, authentischen Baukerns eines Wohnhauses aus dem 18. Jahrhundert und der Einbindung in die Entwicklung des Ortskerns zu dieser Zeit städtebauliche Bedeutung. | 09267376 |
|                                         | Scheune | Torgauer Straße 23 (Karte)        | 2. Hälfte 19. Jahrhundert                                                                                             | Die an der Ecke zur Leckwitzer Straße stehende Scheune wurde in der zweiten Hälfte des 19. Jahrhunderts erbaut. Der eingeschossige Bau wurde aus Bruchstein errichtet, trägt ein Satteldach hat eine zentrale Einfahrt mit segmentbogenförmigem Abschluss. Die Scheune ist ein wichtiges Zeugnis der von Ackerbürgern, also Stadtbauern mitgeprägten Ortsentwicklung von Strehla. Ackerbürger stellten seit dem Mittelalter innerhalb der städtischen Sozialstruktur eine Sondergruppe dar. Ein Ackerbürger war keinem der typisch städtischen Erwerbsstände zuzuordnen. Er war ein Bauer mit Bürgereigenschaft und bewirtschaftete seine Ländereien innerhalb der städtischen Feldmark, die durch ergänzende Pachtung von landwirtschaftlicher Nutzfläche anderer Bürger hinreichend große Wirtschaftseinheiten ergaben. Ackerbürger gab es gleichermaßen in größeren wie kleineren Städten. Aufgrund der Wirtschafts- und Sozialhistorie des Ackerbürgertums in Strehla hat die Scheune nennenswerte ortsentwicklungsgeschichtliche Bedeutung. | 09299833 |
| Weitere Bilder                          | Turmholländer der Windmühle Strehla | Torgauer Straße 33 (Karte)        | 1936 | Die Windmühle Strehla wurde 1936 erbaut und ist eine massiv errichtete Turmwindmühle mit einem leicht konischen Turm mit Kappe. Das originale Räderwerk ist noch erhalten. Nicht ohne Grund befindet sich die Mühle am Rande der Ortschaft, denn Windmühlen waren aufgrund der benutzenden Energie nicht im Dorf anzusiedeln, sondern da, wo der Wind weht. Da der Müller meist in der Nähe seiner Arbeitsstätte sein Haus hatte, lagen Betriebsstätte und Wohnung zumeist außerhalb des Dorfes. Dazu kam, dass Müller keine geregelten Arbeitszeiten kannten, sie mussten mahlen, wann der Wind wehte, also zu allen Tages- und Nachtzeiten und am Wochenende. Das machte sie den Dorfbewohnern verdächtig. Als es im 18. Jahrhundert zur Gründung von Zünften kam, gelang es den Müllern erst sehr spät, diese Vorurteile zu überwinden, und eine eigene Zunftgemeinschaft zu begründen. Die Windmühle Strehla wird seit 1970 als Jugendherberge genutzt und ist aufgrund der Mühlentechnik und des siedlungsgeschichtlichen Hintergrundes baugeschichtlich, ortsgeschichtlich und technikgeschichtlich von Bedeutung. | 09267436 |
|                                         | Seitengebäude und Einfriedungsmauer des Rittergutes Strehla Görziger Anteil | Trebnitzer Weg 19 (Karte)         | 2. Hälfte 19. Jahrhundert                                                                                             | Das in offener Bebauung stehende Seitengebäude eines Gutshofes oder Vorwerkes mit Einfriedungsmauer wurde in der zweiten Hälfte des 19. Jahrhunderts erbaut. Der zweigeschossige, massiv errichtete, langgestreckte Bau trägt ein Satteldach mit Fledermausgaupen und einem markanten, zentralen Dachreiter, der als hoher Glockenturm mit schönem Helm abschließt. Die Tore haben einen segmentbogenförmigen Abschluss. Die gerade abschließenden Fenster auf beiden Gebäudeseiten haben segmentbogenförmige Einfassungen aus Sandstein. Auf der ursprünglichen Hauptseite des Gebäudes ist ein großer Vorbau unterhalb des Turms vorgesetzt, dessen heutige Fensteröffnungen vermutlich aus der Sanierungszeit stammen. Aufgrund der authentischen Gestaltung und des bauzeitlichen Aussagewertes als großer Baubestandteil eines Gutshofes aus der zweiten Hälfte des 19. Jahrhunderts hat das Herrenhaus baugeschichtliche und wirtschaftsgeschichtliche Bedeutung. | 09267446 |

## Forberge
| Bild           | Bezeichnung                                                    | Lage                       | Datierung           | Beschreibung | ID       |
| -------------- | -------------------------------------------------------------- | -------------------------- | ------------------- | --- | -------- |
| Weitere Bilder | Wohnhaus eines Gutshofes                                       | Am Heger 1 (Karte)         | Um 1880             | Das in offener Bebauung stehende Wohnhaus ist Teil eines Gutshofes und wurde um 1880 erbaut. Der zweigeschossige Putzbau ist ein schlichter gründerzeitlich-klassizistischer Putzbau, der massiv errichtet wurde und oberhalb eines ausgeprägten Drempels ein flaches Walmdach trägt. Die Fassade des Gebäudes wird durch Ecklisenen gegliedert und hat fünf Achsen. Der mittig hervorgehobene Fassadenteil nimmt im Erdgeschoss das Eingangsportal mit einem Dekorfries darüber auf, das von zwei schmaleren Fenstern flankiert wird, die von einer Bedachung bekrönt werden. In dem durch ein Sohlbankgesims getrennten Obergeschoss befindet sich ein Fenster, das ebenfalls von zwei schmaleren Fenstern flankiert wird. Über diesen dekoriert ein weiterer Fries die betonte Mittelachse. Aufgrund seiner authentischen Gestaltung und des bauzeitlichen Aussagewertes als Wohnhaus eines Gutshofes aus dem Ende des 19. Jahrhunderts hat das Gebäude baugeschichtliche Bedeutung. | 09299845 |
| Weitere Bilder | Herrenhaus und Toreinfahrt eines Vorwerkes (Forberger Gutshof) | Forberger Ring 10a (Karte) | Bezeichnet mit 1913 | Das Herrenhaus ist ein gebäudlicher Teil eines Vorwerkes, das im Besitz der Familie Altrock stand und wurde 1913 (in der Wetterfahne bezeichnet) nach den Plänen (noch vorhanden) eines Architekten aus Chemnitz erbaut. Das Wappen der Familie Altrock zeigt einen geteilten Adler, einen springenden Bock und ein Einhorn. Neben dem Herrenhaus des Gutshofes sind noch eine markante Toreinfahrt mit einem schmiedeeisernen Tor und kräftigen Torpfeilern mit Tierskulpturen obenauf erhalten. Der Pferdestall wurde 2005 als Denkmal gestrichen. Das repräsentative, zweigeschossige Herrenhaus wurde im Reformstil mit neobarocken Anklängen gestaltet und trägt ein Walmdach mit Fledermausgaupen und einem mittigen Dachreiter mit Uhr und Wetterfahne. Mehrere polygonale Standerker und Vorbauten beleben die Ansicht des ansonsten geschlossen wirkenden Gebäudes. Die Fassade ist von profiliertem Gurt- und Sohlbankgesims gegliedert. Das imposante Eingangsportal befindet sich in einem bedachten Vorbau mit Erker und wird von Sandsteinquadern eingefasst und von einem markanten, großen Dreiecksgiebel bedacht, dessen Giebelfeld mit plastischem Dekor reich geschmückt ist. Aufgrund seiner Historie und authentischen Gestaltung sowie des bauzeitlichen Aussagewertes als Bau eines Gutshofes aus den 1910er Jahren hat das Herrenhaus baugeschichtliche und ortsgeschichtliche Bedeutung. | 09267338 |

## Großrügeln
| Bild           | Bezeichnung                                                                                                 | Lage                          | Datierung       | Beschreibung | ID       |
| -------------- | --- | ----------------------------- | --------------- | --- | -------- |
| Weitere Bilder | Wohnstallhaus, daran angebautes Seitengebäude und Scheune eines Bauernhofes sowie Torpfeiler der Hofzufahrt | Großrügelner Straße 3 (Karte) | 19. Jahrhundert | Das Wohnstallhaus des Dreiseithofes mit Seitengebäude und Scheune wurde im 19. Jahrhundert erbaut. Ebenfalls sind noch die Torpfeiler der Hofzufahrt original erhalten. Die Fassade des zweigeschossigen, massiv erbauten Wohnstallhauses wird von Gesims und Sandsteinornamentik gegliedert. Die Gebäudeecken werden durch Sandsteinquaderungen betont. Portal und Fenster des Erdgeschosses haben einen korbbogenförmigen Abschluss. Die Fenster des Obergeschosses tragen profilierte Bedachungen. Die Scheune besitzt zur Hofseite hin zwei große, korbbogenförmige Tore. Aufgrund des bauzeitlichen Aussagewertes als charakteristischer Dreiseithof des 19. Jahrhunderts und der Tatsache, dass die ortsbildprägenden Massivbauten der Gründerzeit für die Dorfstruktur konstituierend sind, kommt dem Bauernhof baugeschichtliche und wirtschaftsgeschichtliche Bedeutung zu. | 09299841 |

## Kleinrügeln
| Bild           | Bezeichnung | Lage                         | Datierung                                                                        | Beschreibung | ID       |
| -------------- | --- | ---------------------------- | -------------------------------------------------------------------------------- | --- | -------- |
|                | Denkmal für die Gefallenen des Ersten Weltkrieges                                                                                  | Kleinrügelner Straße (Karte) | Nach 1918                                                                        | Ortsgeschichtlich von Bedeutung | 09267447 |
| Weitere Bilder | Wohnhaus, Scheune und Stallgebäude eines Dreiseithofes, mit Einfriedung und Torpfeiler sowie Handschwengelpumpe und Hofpflasterung | Oschatzer Straße 70 (Karte)  | 1. Hälfte 19. Jahrhundert (Bauernhaus); 1884–1885 (Scheune); 1888 (Stallgebäude) | einfache Putzbauten, geschlossen erhaltene Hofanlage, baugeschichtlich und wirtschaftsgeschichtlich von Bedeutung, Vermutlich ehemals als Vorwerk eines Bauerngutes in Kleinrügeln errichtet, von diesem 1855 verkauft. Pflasterung im Hof original erhalten, Scheune 1884/85 in zwei Bauabschnitten um ein halbes Geschoss erhöht, Wohnhaus um 1860 um ein Geschoss aufgestockt, 1888 Neubau Stall (eingeschossig) statt Vorgängerbau. 1937 Stall-Aufstockung um 1/2 Geschoss, Kelleranlage erbaut 1900 (Gewölbe-Anbau zwischen Scheune/Stall). | 09267427 |

## Oppitzsch
| Bild           | Bezeichnung                                                        | Lage                               | Datierung            | Beschreibung | ID       |
| -------------- | ------------------------------------------------------------------ | ---------------------------------- | -------------------- | --- | -------- |
| Weitere Bilder | Herrenhaus (zwei Hausteile) des Rittergutes, mit Einfriedungsmauer | Altoppitzscher Straße 1, 2 (Karte) | Kern 18. Jahrhundert | Das Herrenhaus besteht aus zwei mächtigen Baukörpern in Massivbauweise, jeweils mit Krüppelwalmdach, welche nach 1945 in zwei Häuser geteilt wurden. Das Herrenhaus (zwei Hausteile) mit original erhaltener Einfriedungsmauer ist Teil des Rittergutes Oppitzsch und stammt im Kern aus dem 18. Jahrhundert. 1945 erfolgte eine Teilung des Gebäudes in zwei Häuser. Zwischen 1785 und 1851 besaß das Rittergut Oppitzsch Patrimonialgerichtsbarkeit und war für die niedere Gerichtsbarkeit, also vor allem Eigentums-, Familien-, Erb- und Gutsrechte, Gesindeordnung und teilweise auch niederes Strafrecht (z. B. Beleidigungen, Raufereien) zuständig. Zu den Besitzern des Guts seit dem 16. Jahrhundert zählten die Familien von Nischwitz, von Taupadel, von Schönfels, von Heynitz, Kessinger und von Petrikowsky. Nach Abtretung an den Staat ging die Gerichtsbarkeit des Ritterguts am 20. April 1852 an das Königliche Landgericht Oschatz über. Die beiden Hausteile des ehemaligen Herrenhauses sind mächtige, in Massivbauweise errichtete Baukörper, die jeweils ein Krüppelwalmdach tragen. Die Gestaltung der Fassaden ist ohne nennenswerte Gliederungselemente. Aufgrund der genannten Historie kommt den beiden Gebäuden vor allem ortsgeschichtliche Bedeutung zu. | 09299844 |

## Paußnitz
| Bild           | Bezeichnung                                                                              | Lage                               | Datierung | Beschreibung | ID       |
| -------------- | ---------------------------------------------------------------------------------------- | ---------------------------------- | --- | --- | -------- |
| Weitere Bilder | Kirche (mit Ausstattung), Kirchhof und Einfriedung einschließlich integriertem Erdkeller | Dorfstraße (Karte)                 | 14./15. Jahrhundert (Kirchturm); um 1500 (Altar); 16. /17. Jahrhundert (Grabmal); 1886 (Kirchsaal, Chor und Kanzel) | Die Kirche ist ein weithin sichtbarer Saalbau mit Westturm, Chor und Sakristei, Turm zumeist gotisch, die anderen Teile neoromanisch. Sie ist ein markantes Zeugnis der Kirchbaukunst des Mittelalters und des späten 19. Jahrhunderts, damit bau- und ortsgeschichtlich sowie künstlerisch von Bedeutung. Die evangelische Pfarrkirche wurde 1886 als Saalkirche unter Verwendung des breiten gotischen Westturms des Vorgängerbaus aus dem 14./15. Jahrhundert errichtet und in den 1990er Jahren restauriert. Der verputzte Bruchsteinbau im neoromanischen Stil mit dreiseitig geschlossenem Chor und Satteldach hat Rundbogenfenster. Das Langhaus, das an drei Seiten eingeschossige Emporen besitzt, ist flach gedeckt, während der Chor Gratgewölbe aufweist. Der gotische Turm steht über einem querrechteckigen Grundriss und hat ein verschiefertes Satteldach mit einem Dachreiter. Die Kirche besitzt eine bemerkenswerte Ausstattung: einen Flügelaltar aus dem 15. Jahrhundert (Altarretabel in Form eines Reliquienschreins, von Kruzifix aus dem 19. Jahrhundert bekrönt), eine Sandsteinkanzel aus dem 19. Jahrhundert und eine Taufe aus der Zeit um 1300. Die Orgel von 1894 stammt von Conrad Geißler. In der im Turmuntergeschoss gelegenen Vorhalle befinden sich weiterhin zwei qualitätvolle, figürliche Grabmäler aus dem 16./17. Jahrhundert. Die Einfriedung des Kirchhofes besteht ebenso wie der Saalbau aus Bruchstein. Am Kirchhof befindet sich ein Erdkeller. Aufgrund seiner bauzeitlichen Historie und Ausstattung sowie der Tatsache, dass der Bau ein markantes Zeugnis der Kirchbaukunst des Mittelalters und des späten 19. Jahrhunderts darstellt, kommt ihm nennenswerte baugeschichtliche, ortsgeschichtliche und künstlerische Bedeutung zu. | 09299839 |
| Weitere Bilder | Mord- und Sühnekreuz                                                                     | Dorfstraße 27b (gegenüber) (Karte) | Bezeichnet mit 1889, jedoch wesentlich älter                                                                        | Das Mord- und Sühnekreuz befindet sich am westlichen Ortsausgang von Pulsnitz an der Straße nach Schirmenitz nahe der Brücke über den Rietschgraben und ist mit der Jahreszahl 1889 bezeichnet Es ist jedoch wesentlich älter. Das 112 × 64 × 30 cm messende Kreuz (Gesamtlänge 152 cm) aus Sandstein besitzt Arme, die sich zur Kreuzung hin stark verjüngen, der Schaft nur leicht. In Höhe der Arme ist die Jahreszahl 1889 eingeritzt. Bis 1974 war das Mord- und Sühnekreuz in die nördliche Brüstungsmauer der Brücke über den Rietschgraben eingemauert. Die Brücke wurde 1974 abgebrochen und das Kreuz an heutiger Stelle frei aufgestellt. Aufgrund der Historie besitzt das Kreuz ortsgeschichtliche Bedeutung. | 09299838 |
| Weitere Bilder | Wohnstallhaus, Seitengebäude, Scheune und Torpfeiler eines Dreiseithofes                 | Dorfstraße 29 (Karte)              | 2. Hälfte 19. Jahrhundert (Wohnstallhaus); bezeichnet mit 1907 (Scheune)                                            | Das zweigeschossige Wohnstallhaus wurde in der zweiten Hälfte des 19. Jahrhunderts erbaut. Das Seitengebäude und die Scheune wurden 1907 errichtet. Aus gleicher Zeit stammen vermutlich auch die Torpfeiler des Dreiseithofes. Die authentischen Gebäude sind massive Putzbauten mit Satteldach, deren Fassaden mit Ziegelornamentik versehen sind. Das Wohnhaus besitzt Gurtgesimse und profilierte Fenstergewände. Die dreiachsige Giebelseite zur Straße hin schließt mit einem Dreiecksgiebel ab, der von drei Rundbogenfenstern geprägt ist, deren mittleres größer ist und die durch das Sohlbankgesims zu einem Drillingsfenster zusammengefasst werden. Die sanierten Gebäude besitzen eine Biberschwanz-Kronendeckung. Als charakteristisches, ländliches Anwesen und authentisches Zeugnis seiner Zeit ist der Dreiseithof baugeschichtlich von Bedeutung. | 09299837 |
| Weitere Bilder | Denkmal für die Gefallenen des Ersten Weltkrieges                                        | Dorfstraße 46 (neben) (Karte)      | Nach 1918 | Das westlich vom Gasthof, Dorfstraße 46, aufgestellte Denkmal für die Gefallenen des Ersten Weltkrieges ist in Form eines auf einem massiven Sockel stehenden, verkürzten Obelisken mit Aufsatz gestaltet und trägt die Namen der Gefallenen des Ortes. Das Kriegerdenkmal mit Namensnennung repräsentiert die Tendenz der 1920er Jahre, das Totengedenken in den Mittelpunkt zu stellen. Stifter waren vielerorts die Gemeinden oder Kirchengemeinden und nur noch selten Kriegervereine. Da nicht nur der Krieg verloren war, sondern auch das Kaiserreich untergegangen und die alte Armee aufgelöst worden war, weisen die Denkmäler wie auch hier üblicherweise keine nationalen Symbole auf. Aufgrund des historischen Hintergrundes hat das Denkmal ortsgeschichtliche Bedeutung. | 09269846 |
|                | Wohnstallhaus, Scheune, Seitengebäude und Toreinfahrt eines Dreiseithofes                | Dorfstraße 55 (Karte)              | Vor 1800 | Der Dreiseithof mit Wohnstallhaus, Scheune, Seitengebäude und Toreinfahrt wurde vor 1800 erbaut. Das zweigeschossige Wohnstallhaus ist ein massiver, gedrungener Baukörper mit breit gezogenem Krüppelwalmdach und dreiachsiger, zur Straße gerichteter Giebelseite. Die Fassadengestaltung des Putzbaus ist schlicht und besitzt keine weiteren Gliederungselemente, allerdings ein intaktes Wand-Öffnungs-Verhältnis. Der Hofanlage des Dreiseithofes kommt ein nennenswerter Aussagewert als einem der wenigen, weitgehend geschlossen und authentisch erhaltenen, aus der Zeit vor 1800 stammenden Anwesen im Ort zu, der seine baugeschichtliche Bedeutung begründet. | 09299840 |

## Unterreußen
| Bild           | Bezeichnung                                       | Lage                           | Datierung | Beschreibung | ID       |
| -------------- | ------------------------------------------------- | ------------------------------ | --------- | --- | -------- |
| Weitere Bilder | Denkmal für die Gefallenen des Ersten Weltkrieges | Unterreußener Straße (Karte)   | Nach 1918 | Von ortsgeschichtlicher Bedeutung. Das schlichte Kriegerdenkmal wurde nach 1918 in dieser Form mit einer rohen Einfassung versehenen Gedenktafel mit den Namen der im Ersten Weltkrieg Gefallenen des Ortes errichtet. Das Kriegerdenkmal mit Namensnennung repräsentiert die Tendenz der 1920er Jahre, das Totengedenken in den Mittelpunkt zu stellen. Stifter waren vielerorts die Gemeinden oder Kirchengemeinden und nur noch selten Kriegervereine. Da nicht nur der Krieg verloren war, sondern auch das Kaiserreich untergegangen und die alte Armee aufgelöst war, weisen die Denkmäler wie auch hier üblicherweise keine nationalen Symbole auf. Aufgrund des historischen Hintergrundes hat das Denkmal ortsgeschichtliche Bedeutung.                                    | 09267379 |
|                | Scheune eines Bauernhofes                         | Unterreußener Straße 7 (Karte) | Um 1800   | Die zum Teil in Fachwerkbauweise errichtete Scheune ist baugeschichtlich und wirtschaftsgeschichtlich von Bedeutung. Die Scheune eines Bauernhofes wurde um 1800 erbaut. Der eingeschossige Bau trägt ein Krüppelwalmdach und ist zu Teilen massiv und zu Teilen in Fachwerkbauweise errichtet. Die Scheune ist ein wichtiges Zeugnis der im Örtchen Unterreußen nachvollziehbaren Ortsbildung durch gemeinsame Ansiedlung von kleinen Bauernhöfen, deren Ländereien jenseits der Ansiedlung lagen und die durch ergänzende Pachtung von landwirtschaftlicher Nutzfläche hinreichend große Wirtschaftseinheiten ergaben. Aufgrund des Zeugniswertes hinsichtlich der Siedlungsentwicklung in Unterreußen hat die Scheune baugeschichtliche und wirtschaftsgeschichtliche Bedeutung. | 09267384 |

## Tabellenlegende
- Bild: Bild des Kulturdenkmals, ggf. zusätzlich mit einem Link zu weiteren Fotos des Kulturdenkmals im Medienarchiv Wikimedia Commons. Wenn man auf das Kamerasymbol klickt, können Fotos zu Kulturdenkmalen aus dieser Liste hochgeladen werden:
- Bezeichnung: Denkmalgeschützte Objekte und ggf. Bauwerksname des Kulturdenkmals
- Lage: Straßenname und Hausnummer oder Flurstücknummer des Kulturdenkmals. Die Grundsortierung der Liste erfolgt nach dieser Adresse. Der Link (Karte) führt zu verschiedenen Kartendiensten mit der Position des Kulturdenkmals. Fehlt dieser Link, wurden die Koordinaten noch nicht eingetragen. Sind diese bekannt, können sie über ein Tool mit einer Kartenansicht einfach nachgetragen werden. In dieser Kartenansicht sind Kulturdenkmale ohne Koordinaten mit einem roten bzw. orangen Marker dargestellt und können durch Verschieben auf die richtige Position in der Karte mit Koordinaten versehen werden. Kulturdenkmale ohne Bild sind an einem blauen bzw. roten Marker erkennbar.
- Datierung: Baubeginn, Fertigstellung, Datum der Erstnennung oder grobe zeitliche Einordnung entsprechend des Eintrags in der sächsischen Denkmaldatenbank
- Beschreibung: Kurzcharakteristik des Kulturdenkmals entsprechend des Eintrags in der sächsischen Denkmaldatenbank, ggf. ergänzt durch die dort nur selten veröffentlichten Erfassungstexte oder zusätzliche Informationen
- ID: Vom Landesamt für Denkmalpflege Sachsen vergebene, das Kulturdenkmal eindeutig identifizierende Objekt-Nummer. Der Link führt zum PDF-Denkmaldokument des Landesamtes für Denkmalpflege Sachsen. Bei ehemaligen Kulturdenkmalen können die Objektnummern unbekannt sein und deshalb fehlen bzw. die Links von aus der Datenbank entfernten Objektnummern ins Leere führen. Ein ggf. vorhandenes Icon  führt zu den Angaben des Kulturdenkmals bei Wikidata.

## Ausführliche Denkmaltexte
1. ↑  Evangelische Stadtkirche und Kirchhof Strehla:

Die Sachgesamtheit der Evangelischen Stadtkirche Strehla mit Kirchhof und Friedhof umfasst die Kirche mit ihrer bedeutenden Ausstattung, die Leichenhalle auf der Friedhofserweiterung, 22 Grabmale, eine Grabanlage, das Denkmal für die Gefallenen des deutsch-französischen Krieges, das Kriegerdenkmal für die Gefallenen des Ersten Weltkrieges auf dem Kirchhof und den Friedhof mit Einfriedung. Die Evangelische Stadtkirche ist ein reich ausgestatteter, im 15. und 16. Jahrhundert errichteter Saalbau, der ursprünglich als dreischiffige Halle mit vier Jochen geplant war. Der verputzte Bruchsteinbau mit eingezogenem Chor und 3/8-Schluss trägt ein hohes Satteldach und an Chor und Saal Strebepfeiler. Die horizontal gegliederten Fenster haben einfache Spitzbögen über Vorhangbögen. Oberhalb des westlichen, spätgotischen Portals befindet sich eine Fensterrose mit Fischblasenmaßwerk. Auch im Norden und Süden besitzt die Kirche spätgotische Portale. Der dreigeschossige Turm mit Eckquaderung an der Nordseite zwischen Langhaus und Chor schließt mit einer barocken Haube und Laterne ab. Im Inneren ist der Saalbau flachgedeckt, Drei Seiten werden von eingeschossigen Emporen eingenommen. Eine Patronatsloge befindet sich an der nördlichen Chorwand. Die kassettenartig gerahmte Decke besitzt Malereien des 19. Jahrhunderts. Der qualitätvolle Epitaphaltar aus Holz wurde von Hans Dittrich d. Ä. 1605 erschaffen. Außergewöhnlich ist die 1565 geschaffene Kanzel aus glasiertem Ton an der Südwand des Chores von Melchior Tatzen. Die schöne Jehmlich-Orgel stammt aus dem Jahr 1909 und wurde später verändert. Mehrere qualitätvolle Grabmale aus dem 15. bis 17. Jahrhundert befinden sich im östlichen Bereich der Kirche, darunter die beeindruckende, rundplastische Figur des Hans von Beschwitz (verst. 1496) und mehrere Grabmäler der Familie Pflugk. Die Leichenhalle, auf der Friedhofserweiterung stehend, wurde nach antikem Vorbild errichtet und besitzt Elemente aus farbigem Klinker, Das Denkmal für die Gefallenen des deutsch-französischen Krieges mit Einfriedung besteht aus einem Sandsteinobelisk auf Postament mit den Namen der Toten. Das Kriegerdenkmal für die Gefallenen des Ersten Weltkrieges ist eine 1925 errichtete Stele mit einem Relief aus Porphyrtuff. Der Friedhof besitzt zahlreiche, teilweise äußerst qualitätvolle Grabmale aus dem 17. bis 19. Jahrhundert. Die Evangelische Stadtkirche mit Kirchhof und Friedhof ist aufgrund der Architektur, der Denkmale und Grabmale und der qualitätvollen Ausstattung von großer baugeschichtlicher, künstlerischer und ortsgeschichtlicher Bedeutung.
  - Evangelische Stadtkirche: Reich ausgestattete Saalkirche, im 15. und 16. Jahrhundert errichtet, ursprünglich geplant als dreischiffige Halle mit vier Jochen (Strebepfeiler an der Außenwand), über dem Fenster am Chor bezeichnet Otto Pflugk 1498. Turmabschluss im 17. Jahrhundert, Restaurierung 1958. Verputzter Bruchsteinbau mit eingezogenem Chor und 3/8-Schluss, hohes Satteldach. An Chor und Saal Strebepfeiler. Horizontal gegliederte Fenster: einfacher Spitzbogen über Vorhangbogen. Im Westen spätgotisches Portal darüber Fensterrose mit Fischblasenmaßwerk. Spätgotische Portale auch im Norden und Süden. Dreigeschossiger Turm mit Eckquaderung an der Nordseite zwischen Langhaus und Chor, barocke Haube und Laterne. Im Inneren flachgedeckt, an drei Seiten eingeschossige Emporen. Patronatsloge an der nördlichen Chorwand. An der Decke Malereien des 19. Jahrhunderts, kassettenartig gerahmt: Verkündigung an Maria, Flucht nach Ägypten, Ölberg, Gang nach Emmaus.
  - Ausstattung: Qualitätvoller Epitaphaltar aus Holz, Gliederung in Anlehnung an einen Flügelaltar. Relief des Abendmahls in der Predella, im Mittelfeld Darstellung der Auferstehung Christi, an den Seiten Kreuzigung und Grablegung, als oberer Abschluss Darstellung der Himmelfahrt. Die lebensgroßen Figuren des Stifters Otto Pflugk († 1591) und zweier Familienmitglieder auf architravartig gebildeten Balken, die das Retabel mit der Chorwand verbinden, bezeichnet mit „1605 Hans Dittrich d. Ä. aus Freiberg“. Die Darstellung des Stifters und seiner Familie entstand in Anlehnung an die Bronzefiguren von Carlo de Cesare in der Begräbniskapelle des Freiberger Doms. Außergewöhnliche Kanzel aus glasiertem Ton an der Südwand des Chores, von Melcher Tatzen, datiert 1565. Die Stützfigur des Moses lebensgroß, am Treppenaufgang die Reliefdarstellungen Erschaffung des Menschen, Sündenfall, Abrahamsopfer, Hiob im Elend, Anbetung der Könige. Am Korb Darstellung des Jüngsten Gerichts, der Bekehrung des Saulus, der Kreuzigung und Auferstehung sowie der Himmelfahrt Christi. Jehmlich-Orgel von 1909, verändert. An den Wänden im östlichen Bereich der Kirche mehrere qualitätvolle figürliche Grabsteine des 15.–17. Jahrhunderts: ausgezeichnete rundplastische Figur des Hans von Beschwitz († 1496), mehrere Grabmäler der Familie Pflugk, u. a. für Otto Pflugk († 1568), von dorischer Ordnung gerahmtes Hochrelief mit Kruzifix und dem anbetenden Verstorbenen, darüber Aufsatz mit Auferstehungsrelief und den Statuen der Liebe und des Glaubens, von Hans Köhler d. Ä. aus Meißen, Grabmal der Margarethe Pflugk († 1573), altarähnlicher Aufbau mit der im Gebet knienden Verstorbenen, um 1575. Identischer Aufbau des Denkmals ihres Gattens Hans Pflugk, bezeichnet mit 1618, von Georg Schröter aus Torgau.
  - Saalkirche: mit an drei Seiten umlaufenden hölzernen Emporen, Turm und dreiseitig abgeschlossenem Chor, Vorgängerbau älter als 1428, Turm ältester erhaltener Bauteil (Grundmauern), restauriert 1858, Renaissance-Altar, Kanzel mit acht Relieftontafeln von Melchior Tatze (1565), verschiedene Grabplatten, Leichenhalle nach antikem Vorbild, Elemente aus farbigem Klinker
  - Denkmal für die Gefallenen des deutsch-französischen Krieges mit Einfriedung: Sandsteinobelisk auf Postament mit Namen der Toten
  - Kriegerdenkmal für die Gefallenen des Ersten Weltkrieges: Stele mit Relief aus Porphyrtuff, bezeichnet mit 1925
  - Grabanlage der Familie Ida Wilhelmine Liebezeit (1867–1888) mit Einfriedung
  - barockes Grabmal mit trauernder weiblicher Figur und Kartusche (18. Jahrhundert)
  - zwei barocke, zum Teil stark angewitterte Grabmale, 2. Hälfte 18. Jahrhundert
  - ein klassizistisches Grabmal Johann Friedrich Wilhelm Nisin, bezeichnet mit 1783 in römischen Zahlen
  - drei barocke Grabmale in Reihe, zum Teil stark angewittert, 2. Hälfte 18. Jahrhundert
  - Grabmal August Kunze (gest. 1867) an der Kirchenwand
  - frei stehendes barockes Grabmal, zum Teil stark angewittert, 2. Hälfte 18. Jahrhundert
  - vier Grabmale an äußerer Chornische: links: schlichte Sandsteintafel mit Bedachung, nach 1635, barocke Sandsteintafel mit Kartusche, nach 1694, rechts: aufwändiges barockes Grabmal mit drapiertem Vorhang, nach 1767, Grabmal Maria Elia Lenckerstorffen (?), gest. 1630, weiteres Grabmal in nächster Chornische: Friedrich Ottomar Unruh (1809–1841), Sandstein
  - weitere fünf, zum Teil sehr stark angewitterte Sandsteingrabmale an äußerer Chornische: links zwei Grabmale 2. Hälfte 17. Jahrhundert, Mitte: Wilhelmine Juliane v. Bieberstein Zawadska (1798–1871), rechts zwei barocke Grabmale (18. Jahrhundert)
  - Grabmal August Gottlob Pflugk (1784–1861) an äußerem Chorpfeiler
  - stark angewittertes Grabmal an Kirchenwand mit Engel haltendem Tuch 18. Jahrhundert
  - Grabmal mit Relief eines Mannes, bezeichnet mit 1577
2. ↑  Schloss und Schlosspark Strehla:

Burg und Ort Strehla wurden 1002 zum ersten Mal urkundlich erwähnt. Die Lage an der Elbe in der Nähe einer Furt und zugleich an der Hohen Straße (Alte Salzstraße) führte frühzeitig, vermutlich bereits im 10. Jahrhundert, zur Anlage einer Höhenburg, die, nur einen Pfeilschuss entfernt, den Elbübergang sicherte. 1228 gehen Burg, Stadt und Kirche in den Besitz des Stifts Naumburg über. 1384 gelangt die Burg als Lehen an die Herren von Pflugk und bleibt bis 1945 im Besitz der Familie Pflugk. Nach der Zerstörung von Burg und Stadt im Hussitenkrieg 1429 wird die Burg als Schloss im 15. und vor allem 16. Jahrhundert neu aufgebaut. Die auf einem steil zur Elbe abfallenden Hügel liegende, annähernd quadratische Schlossanlage besteht aus dem sogenannten Hinteren Schloss und der Vorburg. Im Westen befindet sich eine Schildmauer mit zwei spätgotischen Türmen mit schönen Renaissance-Volutengiebeln. Der zur Elbe gerichtete Ostflügel besitzt Blendwerkgiebel in Backstein. Am Nordostturm findet sich ein aus dem 15. Jahrhundert stammender Treppenturm zum Hof. Der querliegende Südflügel wurde 1535 errichtet. Zur Stadt hin liegt die Vorburg mit Torhaus und weiteren Gebäudeteilen aus der Zeit um 1560, die beidseitig mit drei Renaissance-Zwerchhäusern ausgestattet ist. Von besonderer Bedeutung ist die sich im Südwestturm befindende sogenannte Trinkstube von 1532 mit ihrem reich mit Rankenwerk, Blumen und Sternen bemalten Zellengewölbe und prächtigen Malereien, die dem Cranachkreis zugeschrieben werden. Hinter dem Schloss liegt ein großer Schlosspark mit Schlossteich, Im Renaissancegarten vor dem Schloss befindet sich eine Orangerie und das in antikisierenden Formen 1846 errichtete Mausoleum der Familie von Pflugk. Das Schloss Strehla mit dem Schlosspark ist ein bemerkenswertes, bis auf wenige Umbauten um 1890 vollständig und authentisch erhaltenes Renaissanceschloss und ist mit seinen Gebäude-, Landschafts- und Ausstattungsbestandteilen baugeschichtlich, künstlerisch und landschaftsgestalterisch von großer Bedeutung.
  - Schloss: Anlage auf einem steil zur Elbe abfallenden Hügel, annähernd quadratisch um einen Hof gruppierte Gebäudeteile, zur Elbe hin im Viertelkreis gerundet. Eine Burg bestand bereits im 10. Jahrhundert, in der Nähe elbabwärts ist ein slawischer Ringwall nachgewiesen. Urkundlich erwähnt ist sie erstmals 1002, 1065 wurde sie von König Heinrich IV. dem Naumburger Bischof geschenkt, 1428 im Hussitenkrieg zerstört. Wiederaufbau im 15. und vor allem 16. Jahrhundert. Restaurierungen 1955/56 (Instandsetzung hinteres Schloss), 1958 (Torhaus), 1964–1970 (Instandsetzung der Westtürme), seit 1982 äußere Instandsetzung des Hinteren Schlosses. Die Anlage besteht aus dem sogenannten Hinteren Schloss und der Vorburg: Schildmauer im Westen mit zwei spätgotischen Türmen mit schönen Renaissance-Volutengiebeln, zur Elbe Ostflügel mit Blendwerkgiebel in Backstein. Am Nordostflügel Treppenturm zum Schlosshof, 15. Jahrhundert. Der querliegende Südflügel von 1535.
  - Zur Stadt hin die Vorburg mit Torhaus um 1560: Rechteckiges Gebäude mit Satteldach, beidseitig mit drei Renaissance-Zwerchhäusern, seitlich viertelkreisförmige Bastion. Geringfügige Umbauten 1890: Aufbau des Nordflügels in historistischen Formen.
  - Im Inneren des Südwestturms (hinter dem von außen sichtbaren Erker) sogenannte Trinkstube mit Zellengewölbe und prächtigen Malereien, dem Cranachkreis zugeschrieben, bezeichnet mit 1532. Die Ausmalung zählt zu den qualitätvollsten dieser Zeit in Sachsen. An den Längsseiten Darstellung einer Jagd, eines Heerlagers und einer Belagerung. Auf der Stirnseite vier höfische Damen und ein Soldat in sehr reicher Tracht. An allen Seiten Wappen, Sprüche und Spruchbänder mit Psalmen. Über dem Kamin gemalte Kartusche mit Datierung und Inschrift sowie ein Verweis auf den Bauherrn Hans von Schleinitz. Das Gewölbe ist mit Rankenwerk, Blumen und Sternen bemalt.
  - Im Park Mausoleum in antikisierenden Formen, erbaut 1846: Schlichter Bau über rechteckigem Grundriss, nach zwei Seiten in drei Bögen auf Säulen ionischer Ordnung geöffnet, über dem Gebälk Dreieckgiebel mit Relieffries.
  - Grablege der Familie Pflugk
  - Schlosspark mit innerer Schlossmauer, diese umlaufend von Vorburg ausgehend bis zum rückwärtigen Turm reichend, ehemaliger Schlosspark (heute Stadtpark) mit äußerer Mauer entlang der Torgauer Straße, zwischen innerer und äußerer Mauer teilweise Heimattiergarten gelegen, zurzeit mit eng an innerer Mauer gebauten Holzhütten, die das ursprüngliche Bild verunklären, Stadtpark elbseitig bis ca. halbe Elbaue reichend, zurzeit starke Ausdünnungen zur Wiederherstellung herkömmlicher Blickachsen (z. B. nach Lorenzkirch).